# Palazzo Ducale (Colorno)
Il palazzo ducale di Colorno, noto anche come reggia di Colorno, fu costruito agli inizi del XVIII secolo dal duca Francesco Farnese sui resti della rocca di Colorno.

## Storia

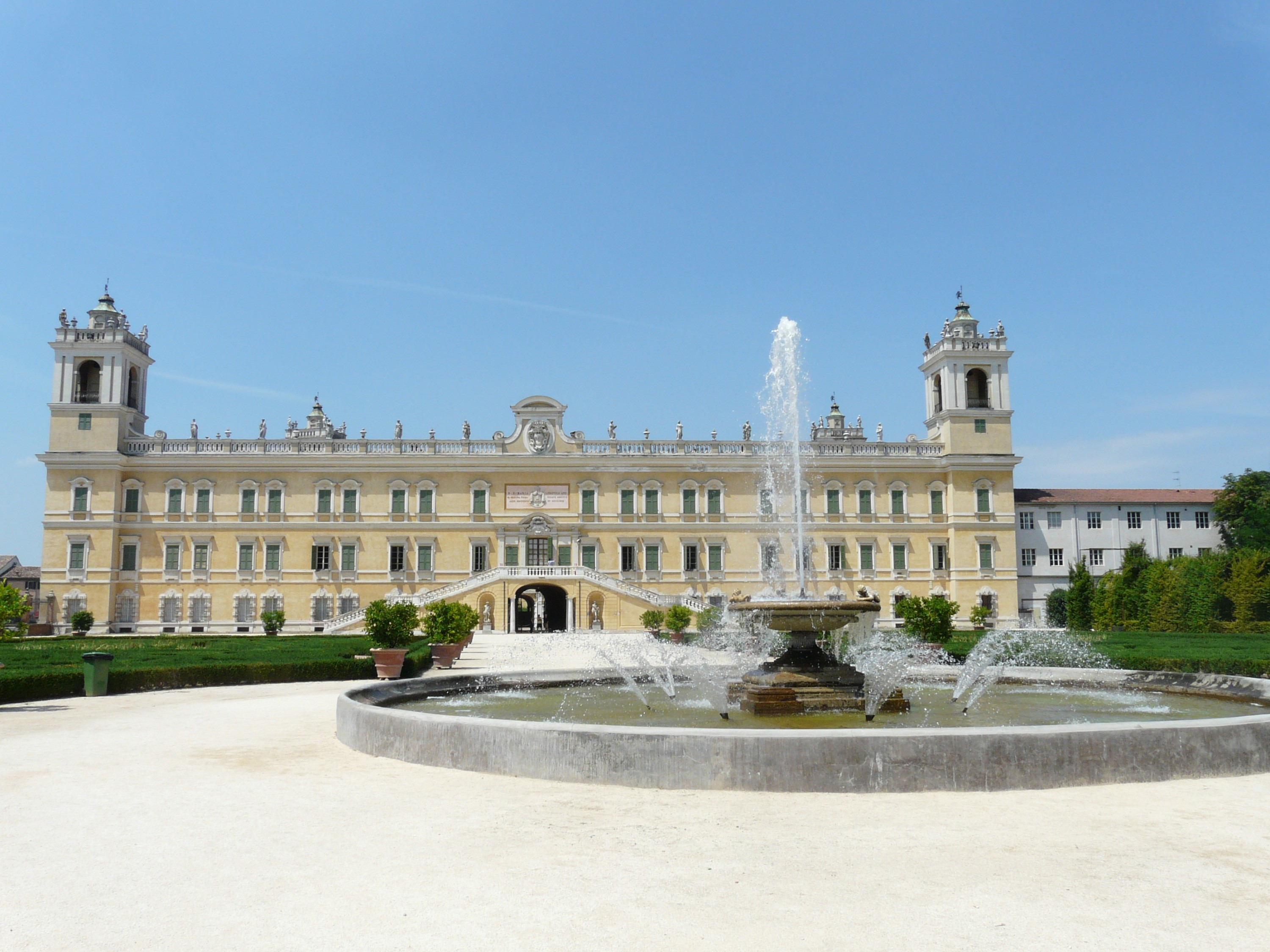
Lato rivolto verso i giardini

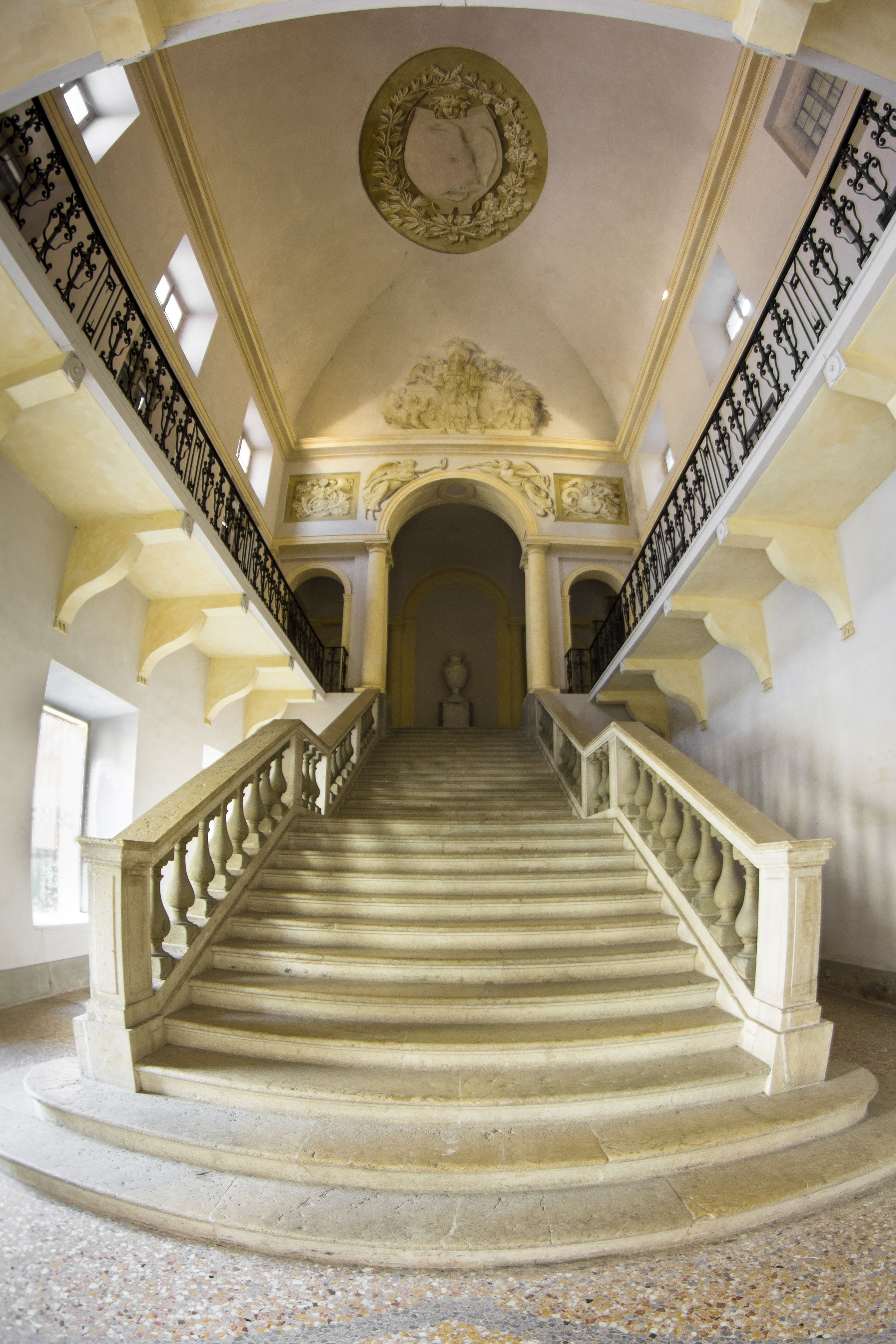
Scalone interno

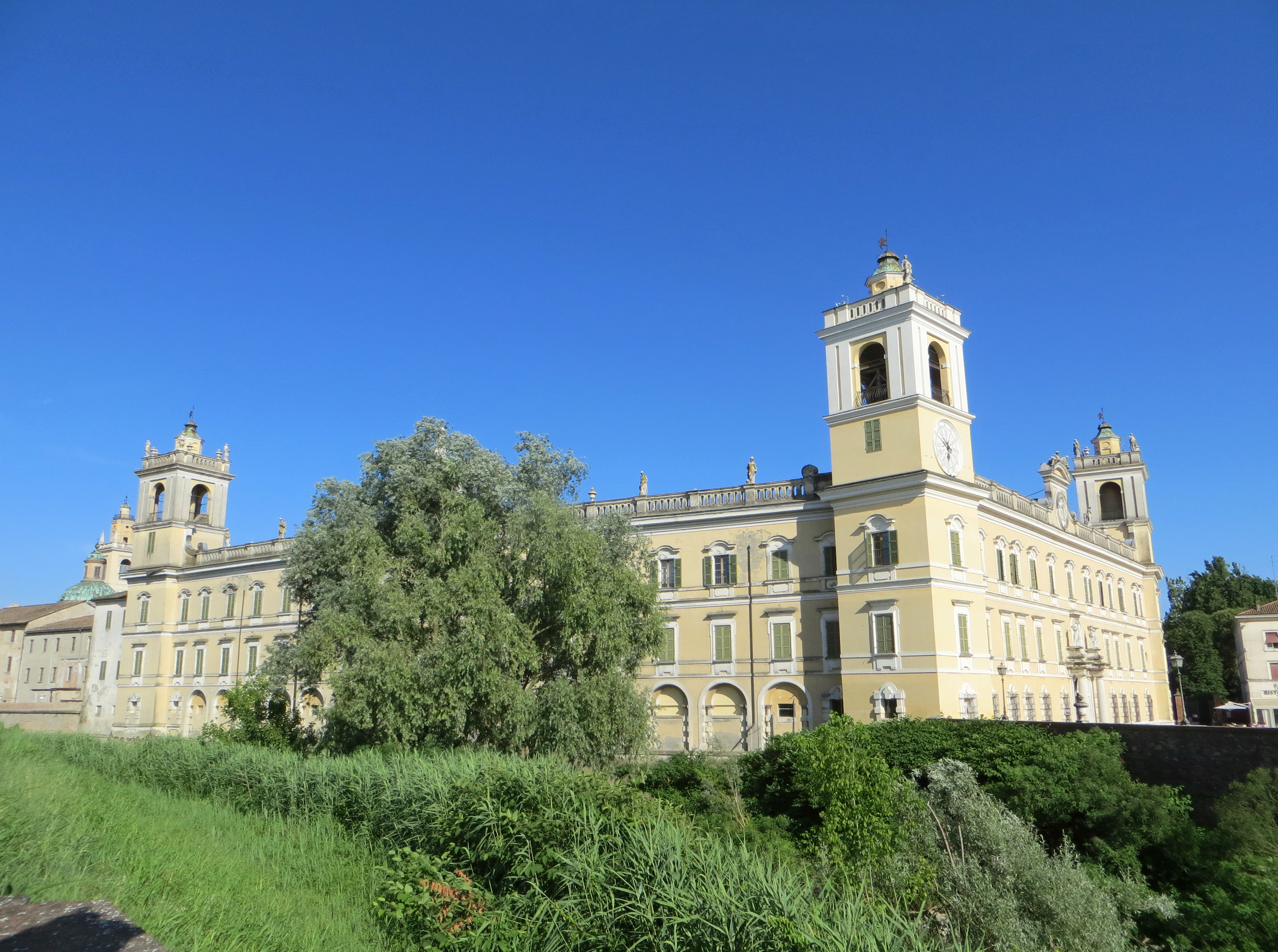
Lato rivolto verso il torrente Parma

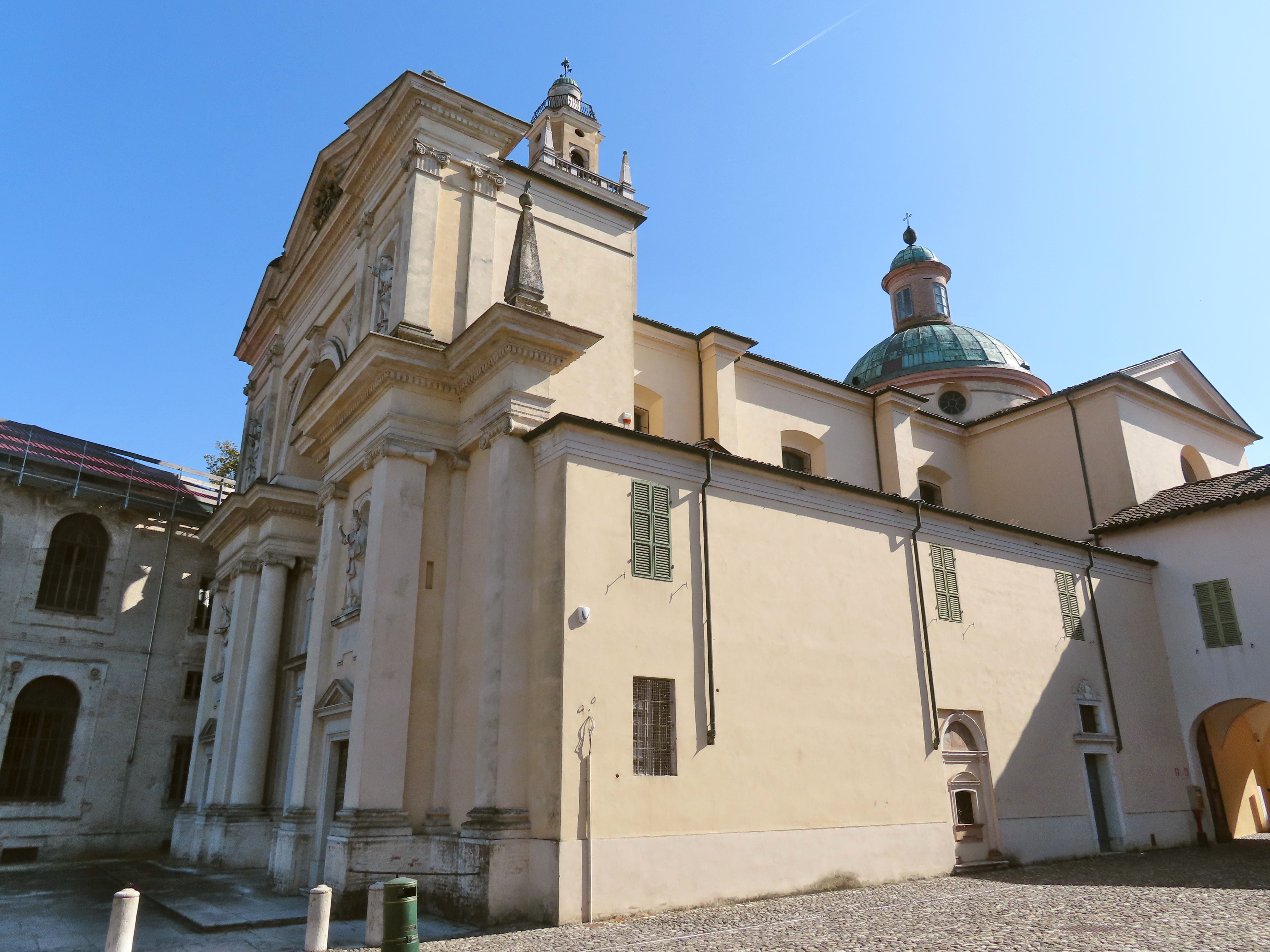
Esterno della cappella ducale di San Liborio

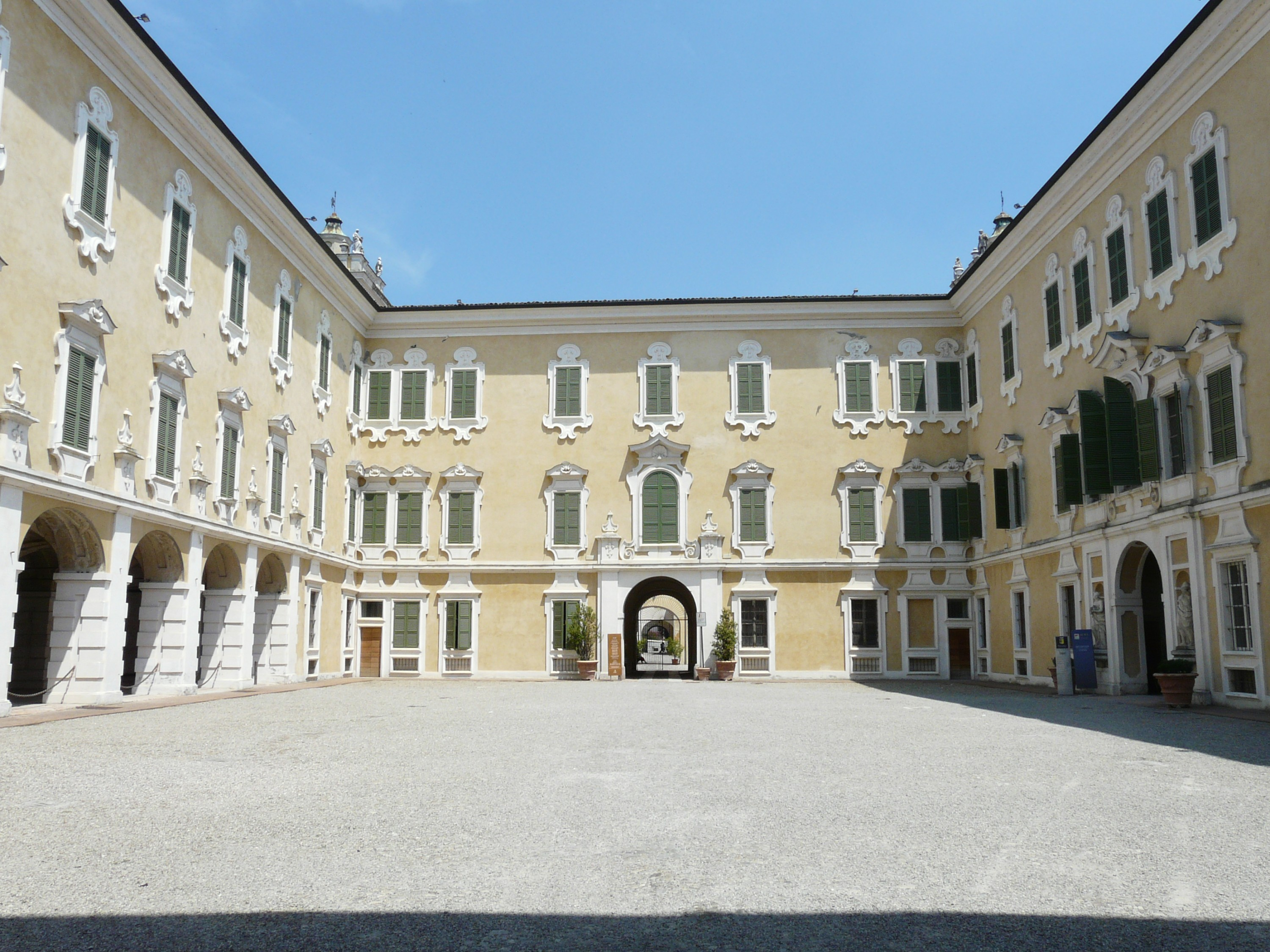
Corte interna

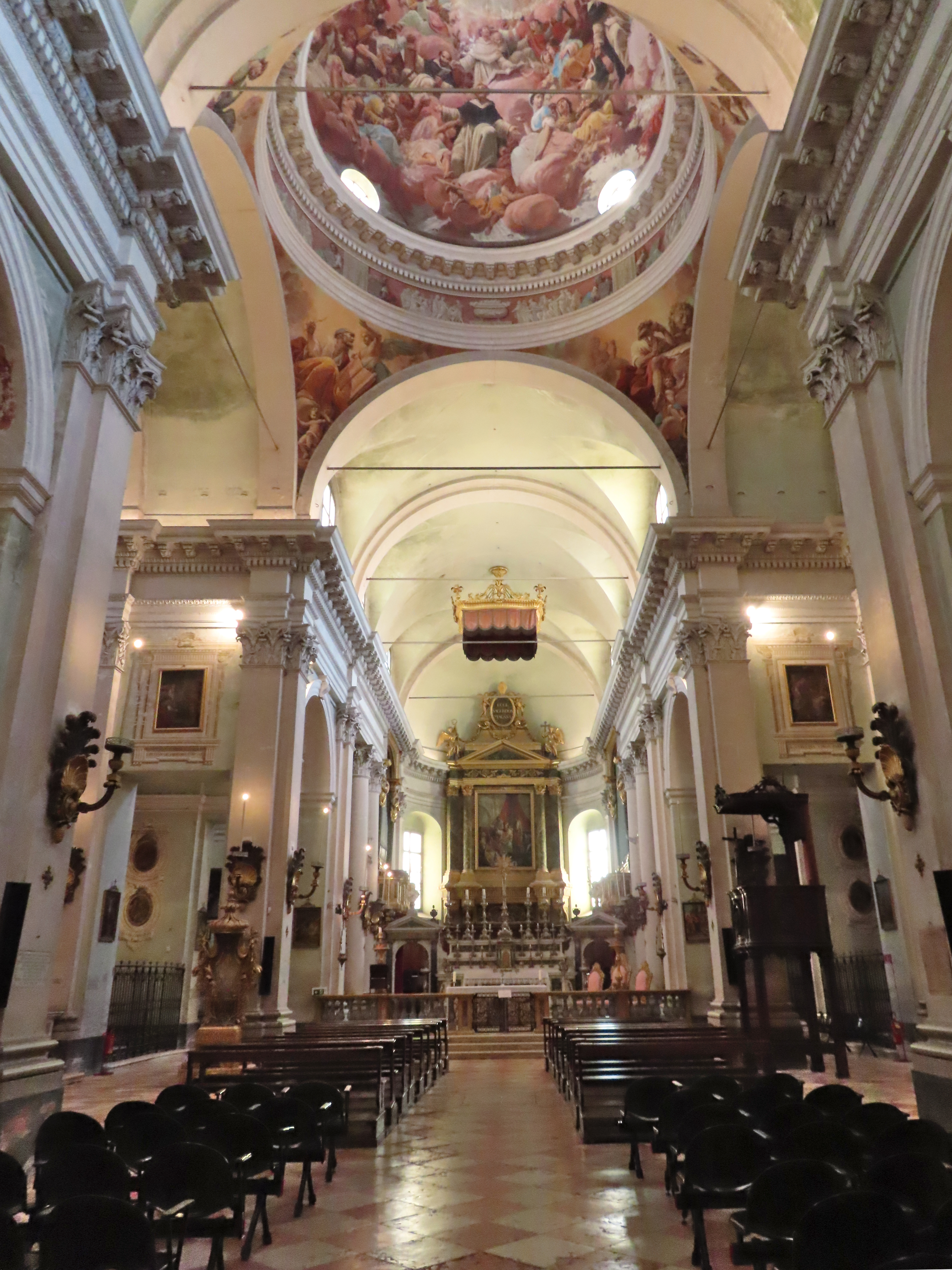
Interno della cappella ducale di San Liborio

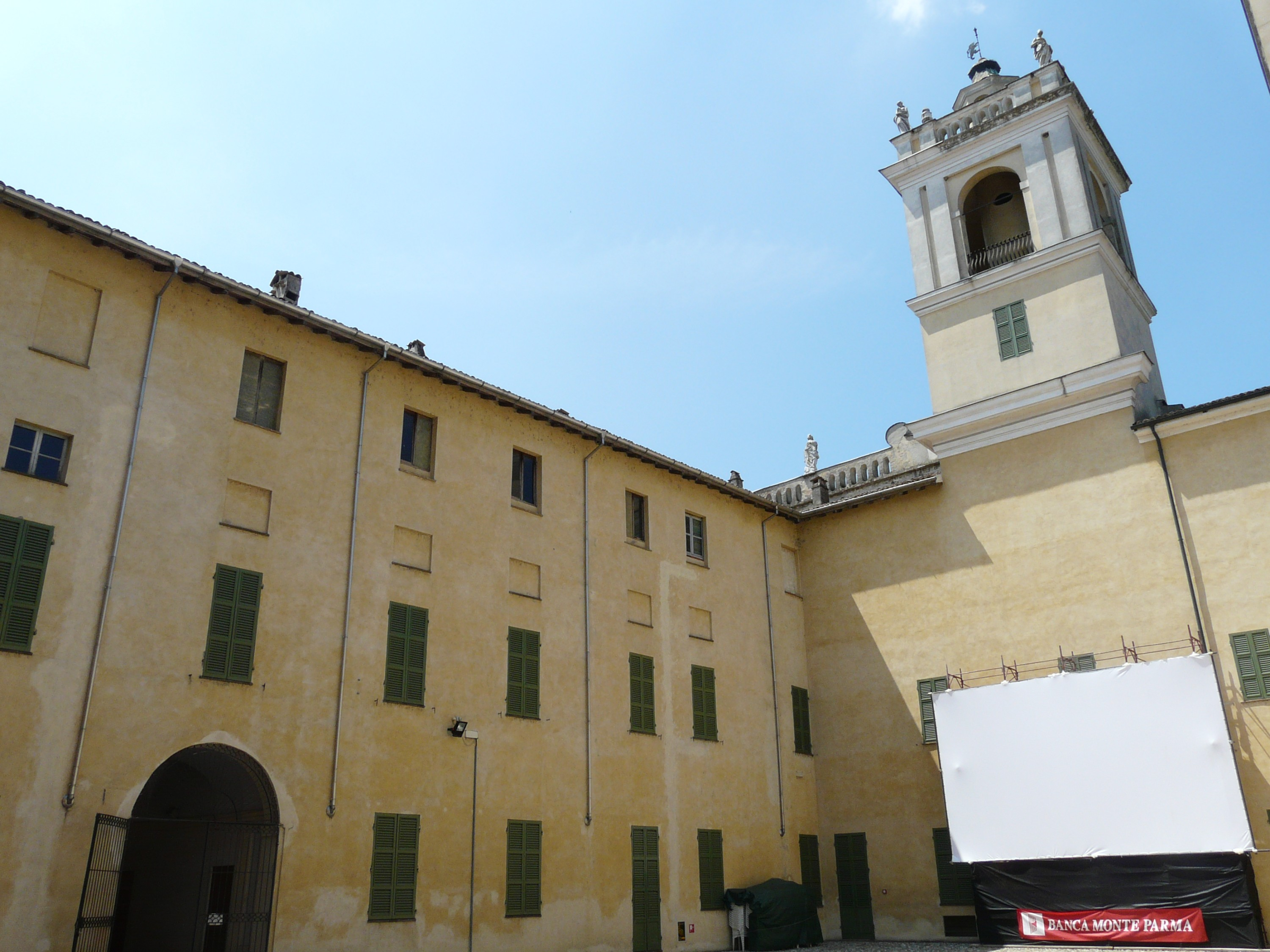
Seconda corte interna

Il primo edificio importante eretto a Colorno fu la rocca militare eretta nel 1337 da Azzo da Correggio con lo scopo di difendere l'Oltrepò. 
Nel 1402, morto Giberto da Correggio senza discendenza diretta, il duca di Milano Gian Galeazzo Visconti, con proprio diploma datato 29 luglio, trasferì tutti i beni da questi posseduti ai fratelli Ottobuono, Giacomo e Giovanni dei Terzi di Parma, compresi gli importanti e strategici castelli di Colorno, denominato Rocham de Colurnio e di Guardasone, ovvero Castrum Guardaxoni, feudi posti a sentinella, a levante e ponente, di Parma. Dopo la morte di Gian Galeazzo, avvenuta poche settimane appresso, tutte le concessioni furono riconfermate ai Terzi dalla Reggente, la duchessa madre Caterina, tutrice del figlio quattordicenne Giovanni Maria Visconti, mediante un ulteriore atto, erogato il 18 novembre 1402.
Nel giugno 1409, con l’occupazione delle terre parmigiane da parte di Niccolò III d'Este, conseguenza dell’assassinio a tradimento di Ottobuono, signore di Parma e di Reggio, nell’agguato di Rubiera, Colorno divenne centro di resistenza e supporto logistico-militare per le rappresaglie delle squadre dei fratelli superstiti Giovanni e Giacomo Terzi. Il 5 luglio 1409 Gherardo da Correggio tentò di penetrare con l’aiuto dei villici nel castello, ma dovette darsi alla fuga sotto la tempesta dei razzi incendiari scagliati dai difensori dagli spalti, lasciando dietro sé le case in fiamme del borgo. In seguito a questi ripetuti assalti, i Terzi conservarono nella loro disponibilità la rocca, consegnando la cerchia esterna come base alle forze amiche della Repubblica di Venezia che riuscì in questo modo a potenziare il suo controllo sulla via fluviale del Po.
I Veneti rimasero alla fine padroni del campo perché i due fratelli di Ottobuono, ai primi di ottobre Giacomo e poco appresso in prigionia Giovanni, finirono entrambi uccisi. Questo segnò la dispersione e in gran parte la rovina dei Terzi di Parma, che solo vent’anni dopo riuscirono in parte a riconquistare l’antica potenza. Questo si realizzò nel 1430 quando Filippo Maria Visconti, intendendo premiare il valore militare e le qualità del suo capitano e consigliere ducale Niccolò de' Terzi, il Guerriero, figlio legittimato di Ottobuono, gli assegnò in feudo, tra le altre terre, quella di Colorno, la cui rocca divenne, assieme a Guardasone, dimora per sé e la sua famiglia.. Il 26 ottobre 1440 il Duca di Milano rinnovò le medesime concessioni al suo fido Niccolò il Guerriero. Quel dominio di Niccolò de' Terzi, il Guerriero sulla rocca di Colorno durò esattamente cinque anni, sino all’autunno 1449, quando sul ducato di Milano prese il potere Francesco Sforza. 
Il Terzi, dopo aver tentato un’estrema resistenza e aver offerto come basi militari le sue possenti rocche di Guardasone e Colorno alle truppe dell’amico e alleato Alfonso V d'Aragona, re di Napoli, nonché legittimo pretendente alla successione al Ducato dopo la morte di Filippo Maria Visconti, dovette infine arrendersi. Persa Guardasone sotto gli assalti d’Alessandro Sforza, in ritardo l’intervento bellico promesso dall’Aragonese, Niccolò il Guerriero dovette abbandonare il suo castello e il feudo di Colorno, trovando onorato asilo, con la moglie Ludovica e i figli, scortato dal folto stuolo di suoi cavalieri e armigeri, presso la corte di Ludovico III Gonzaga a Mantova.

## Il palazzo rinascimentale
Dopo la fuga del Terzi, la rocca di Colorno passò alla nobile famiglia Sanseverino. Venne ristrutturata nel XVI secolo dalla bellissima Barbara, cantata da Torquato Tasso, che la trasformò in un palazzo, sede di una raffinata corte e di una prestigiosa raccolta di dipinti di Tiziano, Correggio, Mantegna e Raffaello. Dopo che la contessa Barbara fu fatta imprigionare e condannare alla decapitazione dal duca Ranuccio I, nel 1612, i Farnese, duchi di Parma, s'impadronirono del palazzo. Ranuccio II, sospinto della moglie Margherita Violante di Savoia incominciò dei lavori di ristrutturazione radicale secondo lo stile barocco, progettati e diretti dall'architetto Ferdinando Galli da Bibbiena tra il 1699 e il 1708 con l'architetto Giuliano Mozzani.
Furono realizzate diverse fontane del giardino della reggia, tra cui la Fontana dei venti, in collaborazione con l'ingegnere idraulico Giovanni Baillieul, le Fontane dell'Obelisco e della Piramide. Tra il 1712 e il 1719 venne installata anche la fontana del Trianon, ispirata all'omonima del parco di Versailles. Vi sono raffigurati i fiumi Parma e Taro che simboleggiano il duca Francesco Farnese e la moglie Dorotea Sofia di Neoburgo. Successivamente rimossa dal giardino e privata di molte delle statue che la componevano, nel 1920 venne posizionata al centro del laghetto del parco ducale di Parma. Sorte analoga subì anche la fontana di Proserpina, che fu acquistata dalla famiglia dei Rothschild, e attualmente si trova rimontata in Inghilterra nel parco di Waddesdon Manor.
Nel 1731, alla morte di Antonio Farnese, ultimo duca di Parma, per discendenza materna il ducato passò a Carlo III di Borbone che trasferì a Napoli le collezioni e gli arredi del palazzo.

## La reggia
Nel 1749 il ducato passò a Filippo di Borbone, fratello di Carlo III e secondogenito di Elisabetta Farnese. Filippo affidò all'architetto Ennemond Alexandre Petitot il compito di ristrutturare il palazzo in stile rococò, con abbondanza di sete, specchi alla veneziana, arazzi, argenterie e preziosi servizi di porcellana "alla francese". Vennero usate prevalentemente maestranze francesi per far sì che gli interni del palazzo somigliassero alla reggia di Versailles in onore della moglie di Filippo, Luisa Elisabetta, figlia prediletta di Luigi XV. L'aspetto esterno del palazzo non venne modificato se non per l'aggiunta dello scalone esterno. Probabilmente è in uno dei salotti ristrutturati da Petitot che nel 1757-58 il pittore Giuseppe Baldrighi ritrasse don Filippo con la moglie e i figli (Ritratto di don Filippo di Borbone e famiglia, Parma, Galleria Nazionale).
Il palazzo passò dunque a Ferdinando di Borbone, successore di Filippo, e a sua moglie Maria Amalia d'Asburgo, che però preferiva risiedere nel casino di caccia di Sala, lontana dal marito. Ferdinando, uomo molto religioso, fece ricostruire l'oratorio di corte di San Liborio, la cui facciata era inizialmente rivolta verso il palazzo. Egli fece inoltre costruire l'attiguo convento dei Domenicani direttamente collegato al suo appartamento privato da uno stretto corridoio. Nel suo appartamento privato venne inoltre realizzata una biblioteca con più di 6000 volumi, e un osservatorio astronomico.
Alla morte di Ferdinando il Ducato di Parma venne annesso da Napoleone alla Francia.
Il 28 novembre 1807 un decreto di Napoleone lo dichiarò "Palazzo Imperiale" e furono iniziati nuovi lavori di ristrutturazione in stile neoclassico. Dopo il Congresso di Vienna, il ducato fu assegnato alla moglie di Napoleone Maria Luigia d'Austria che ne fece una delle sue residenze preferite aggiungendo un ampio giardino alla francese. Nel 1817 nella Sala Grande fu collocata la statua di Canova raffigurante Maria Luigia come Concordia.
Dopo l'Unità d'Italia il palazzo venne ceduto dai Savoia al Demanio dello Stato italiano, e nel 1870 venne acquistato dalla provincia di Parma. Quasi tutto l'arredo mobile del palazzo fu trasferito nei vari palazzi dei Savoia, tra cui il Quirinale a Roma, Palazzo Pitti a Firenze, il Palazzo reale di Torino e la Palazzina di caccia di Stupinigi. 
Sorte ancora peggiore hanno avuto il prezioso lampadario della Sala Grande e quello della sala della musica, che si trovano oggi all'estero presso la Wallace Collection di Londra. 
Dopo l'acquisto da parte della provincia il palazzo fu adibito a Ospedale Psichiatrico distruggendo il teatro di corte, per ricavarne dei locali.
Fortunatamente le sale artisticamente più importanti del palazzo poterono in gran parte salvarsi in quanto concesse in uso come abitazione per i dipendenti dell'ospedale. Dal 1915 fino alla seconda guerra mondiale in alcune stanze del piano nobile trovarono posto i primi pezzi raccolti da Glauco Lombardi e poi trasferiti a Parma nell'omonimo museo.
Perfettamente integra è invece la chiesa di corte di San Liborio e il suo organo Serassi che conta ben 2898 canne e viene utilizzato per concerti.
Durante la Seconda guerra mondiale nel 1943 il Palazzo fu occupato dall'esercito tedesco; il 20 marzo 1945, bombardieri anglo-americani attaccarono Colorno e nel raid aereo vennero colpite la ferrovia e i depositi di carburante nascosti nel parco causando tre giovani vittime. Il 23 dicembre 1999 con delibera, dalla Giunta Provinciale di Parma, il Palazzo Ducale viene rinominato in Reggia Ducale di Colorno. Dal 2004, alcuni spazi del Palazzo Ducale di Colorno ospitano la sede di ALMA - La Scuola Internazionale di Cucina Italiana. Rettore della Scuola è il Maestro Gualtiero Marchesi. Nel 2012, l'edificio subisce dei danni a causa di due scosse sismiche avvenute il 25 e il 27 gennaio, rispettivamente di magnitudo 4.9 e 5.4. Il 12 dicembre 2017 il Palazzo Ducale è stato parzialmente allagato a seguito dell'esondazione del torrente Parma.

## Le sale
Le sale sono più di 400. La maggior parte sono senza mobili con pavimenti in marmo rosa e soffitti affrescati. Alle sale del piano nobile si accede tramite un grande scalone d'onore, collegato direttamente alla Galleria alla sala d'armi, ricavata da un ambiente in cui originariamente si trovava una cappella. Dalla galleria si può giungere all'interno della prima torretta affacciata verso il giardino, all'interno della quale si trova un salottino cinese. Da qui la vista può spaziare fino all'altra torre affacciata sulla piazza del paese, attraverso un cannocchiale prospettico costituito da ben 11 porte, poste tutte sulla stessa linea. Ci è possibile immaginare l'arredamento originario di queste sale, grazie a dei fotomontaggi realizzati da Glauco Lombardi creati utilizzando le foto degli arredi originali rintracciati nei vari palazzi dei Savoia.
La sala più ampia del palazzo è appunto la Sala Grande, il cui aspetto è il risultato dei lavori intrapresi dal Petitot di cui possediamo ancora i disegni originali. La sala divide la parte del palazzo destinata ai duchi da quella destinata alle duchesse, e per il fatto di occupare due piani del palazzo è un esempio di sala all'italiana. Possiamo ancora ammirarne la bellissima decorazione a stucco e il camino realizzato da Jean-Baptiste Boudard, mentre si sono persi gli specchi che ne ricoprivano in parte le pareti. Fino al 1848 vi era collocata la statua del Canova rappresentante Maria Luigia, oggi trasferita nel museo nazionale di Parma.
A Torino, all'interno del palazzo reale troviamo i 12 arazzi della Manifattura Gobelins di Parigi dalla serie Storie di Don Chisciotte eseguita fra il 1746 e il 1749 dall'arazziere Michel Audran, su cartone del pittore Charles Coypel e appartenenti al Palazzo Ducale di Colorno. A Roma, all'interno del Qurinale, nella Sala delle Udienze, si conservano tre arazzi della serie Amori degli Dei. Insieme al panno con Bacco e Arianna, che si trova nella Sala degli Arazzi, furono tessuti nella manifattura di Beauvais tra il 1750 e il 1752, su cartoni di François Boucher. Furono assegnati al Quirinale nel 1888. Anche la scrivania del Presidente della Repubblica arriva da Colorno.
La seconda sala più ampia del palazzo è quella della musica, situata sul lato che affaccia il torrente e non ancora restaurata, mentre quella forse meglio conservata è la "sala della compagnia" alle cui pareti si trovava, nel 1861, la collezione di 16 ritratti a pastello eseguiti dal Liotard, oggi conservati presso la palazzina di caccia di Stupinigi.

### Galleria d'immagini

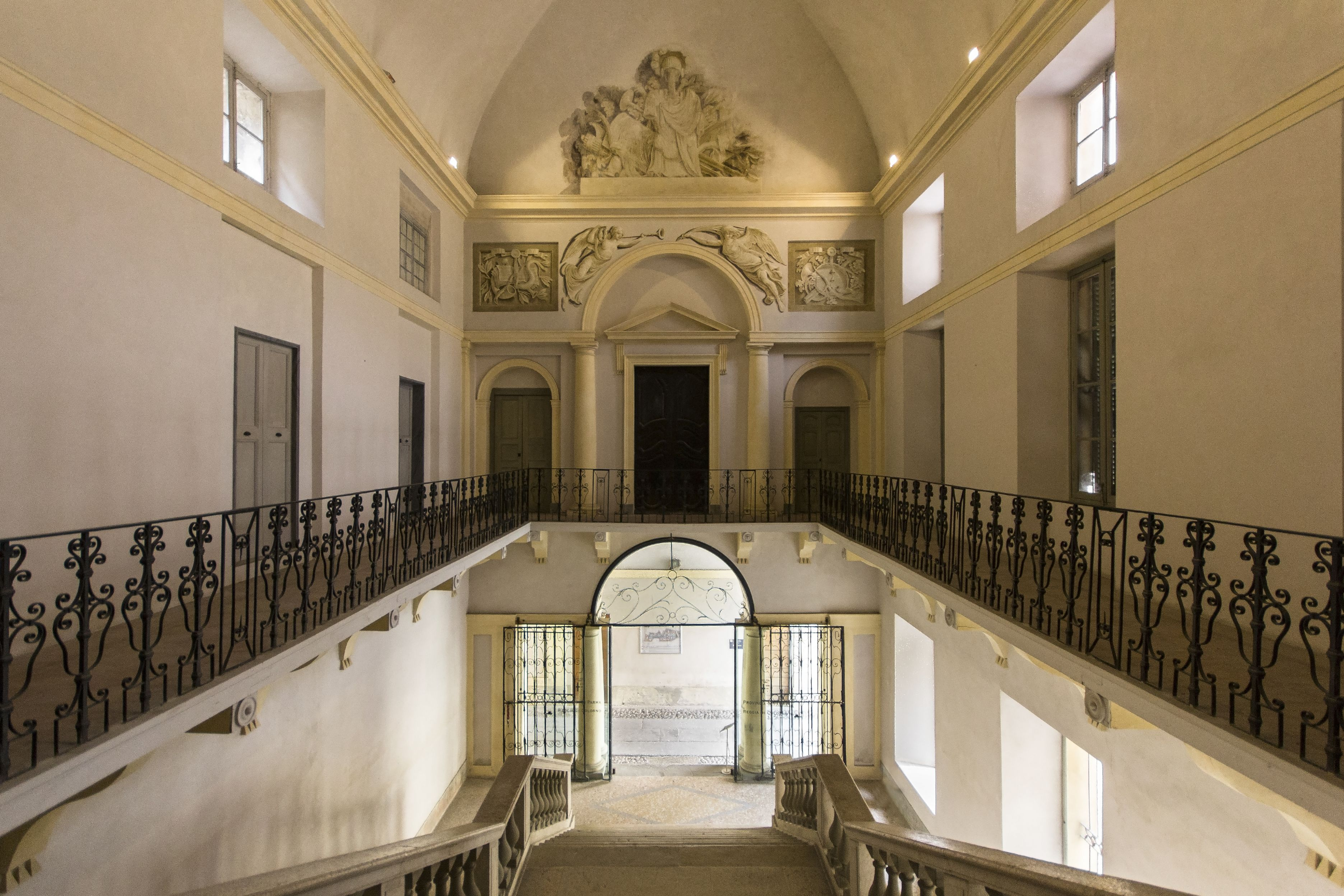
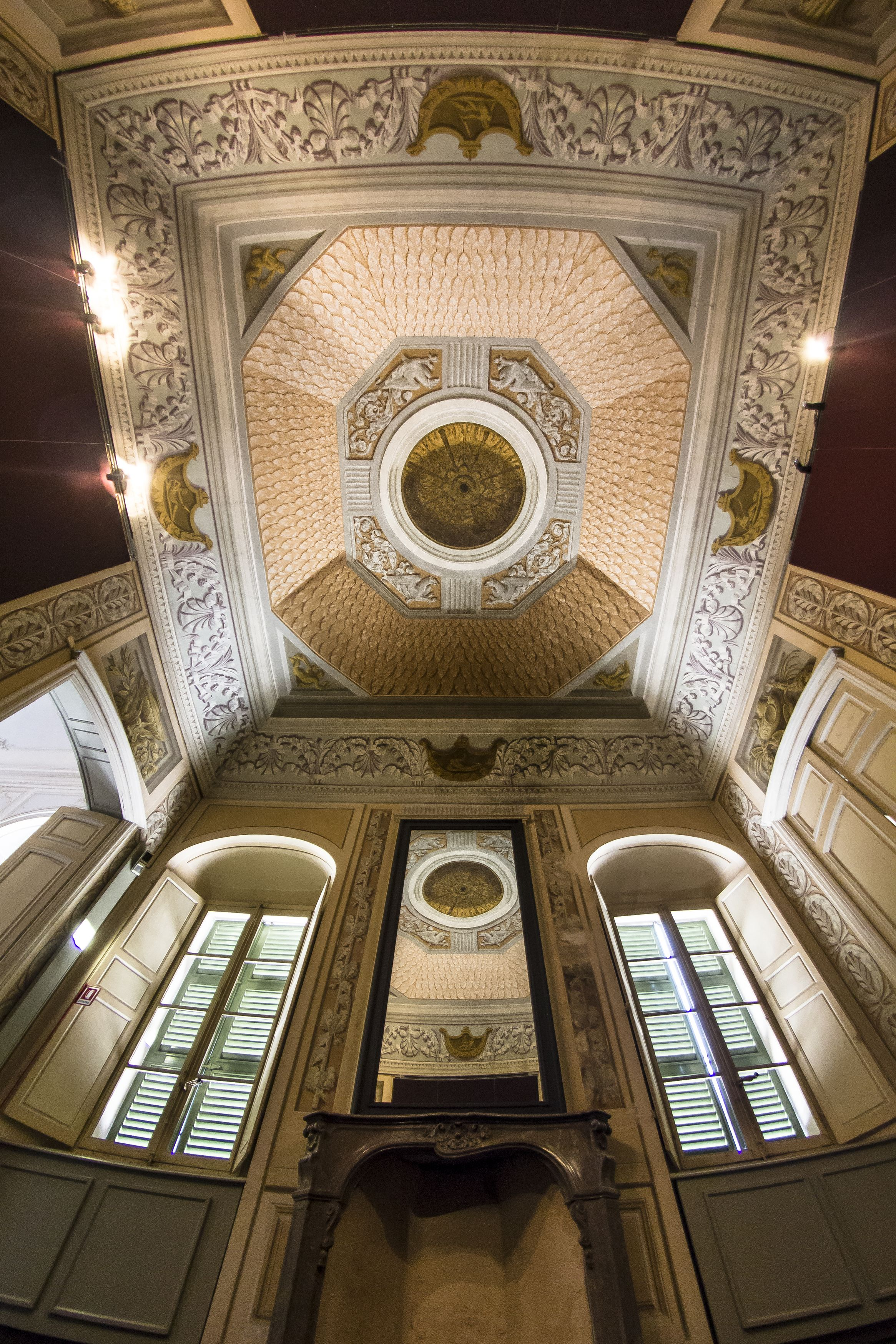
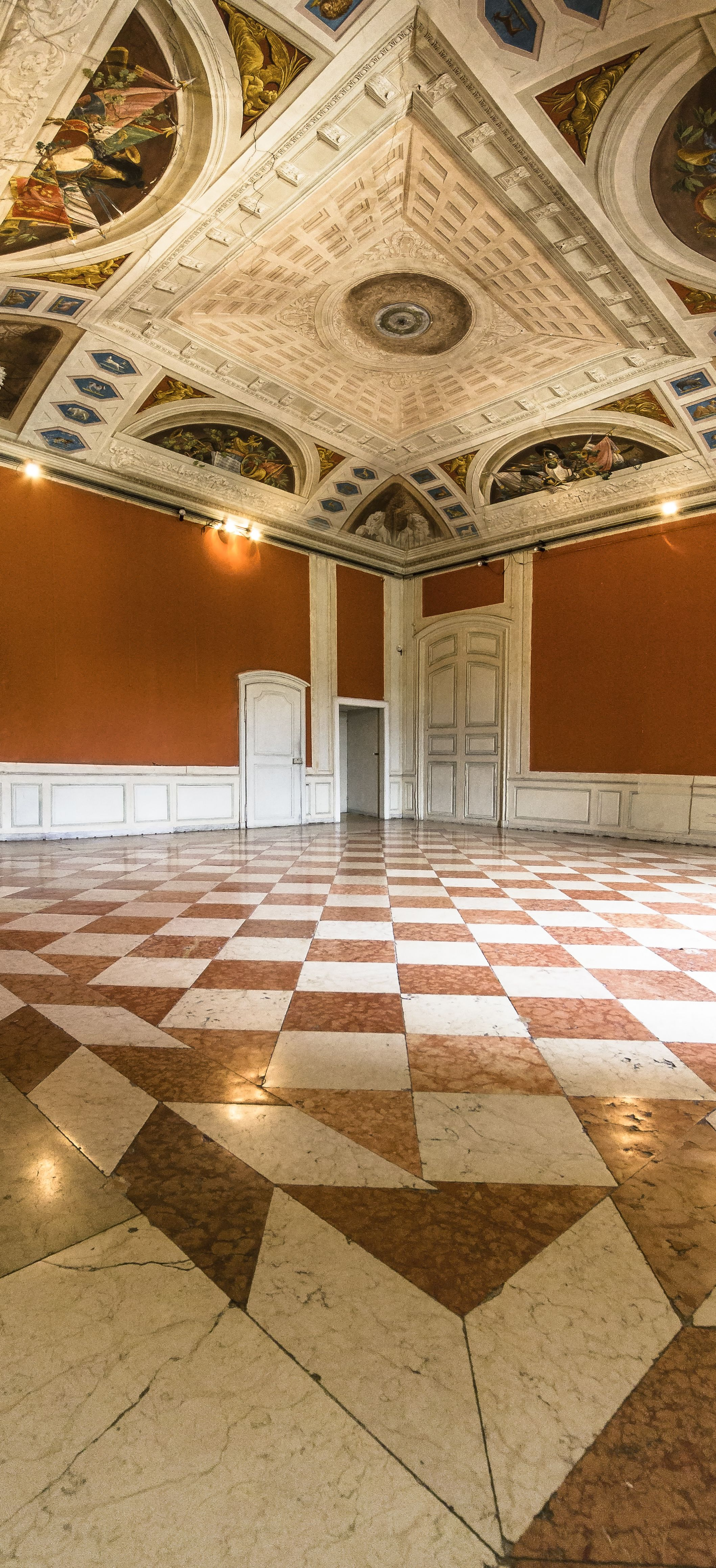
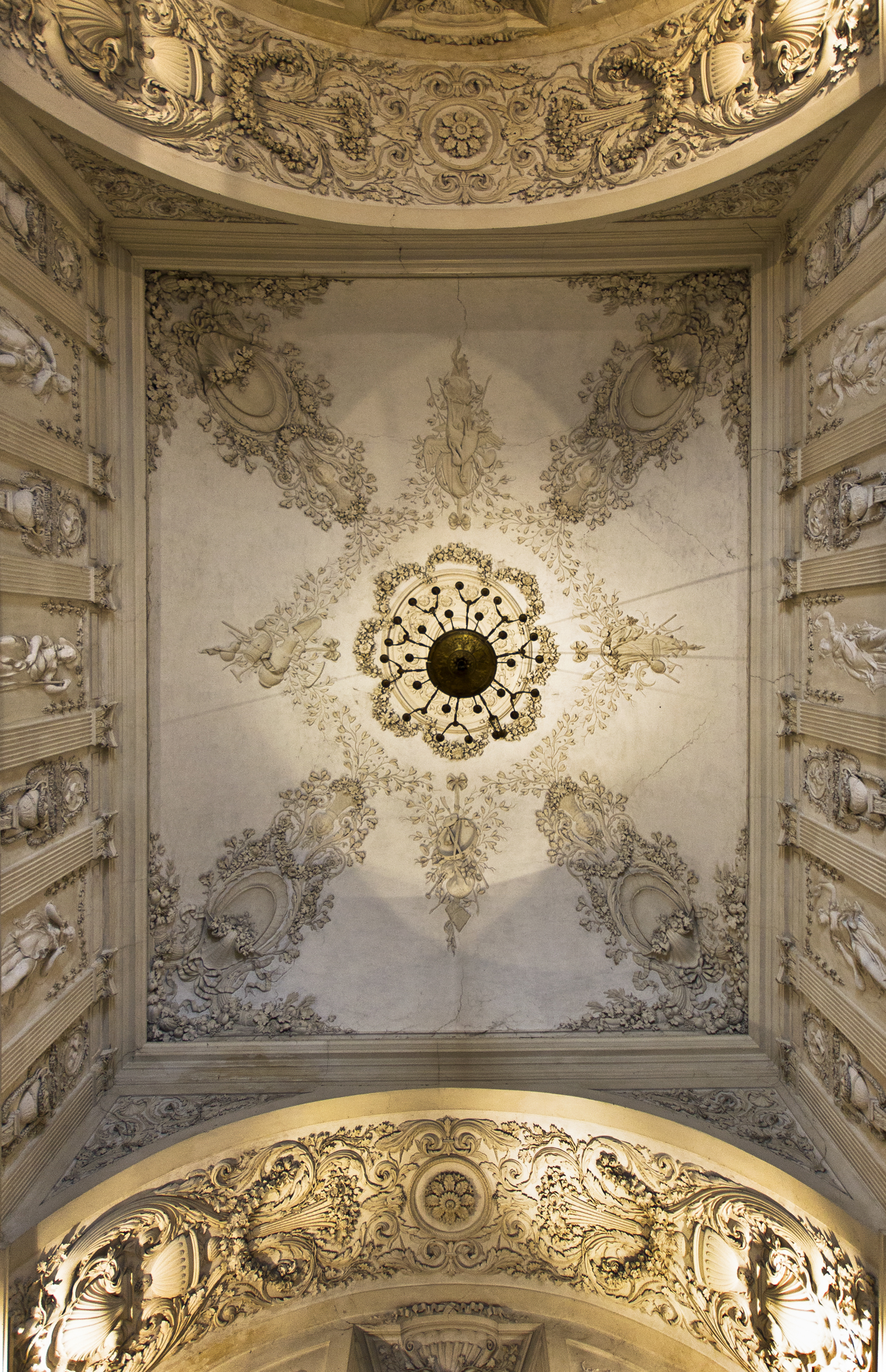
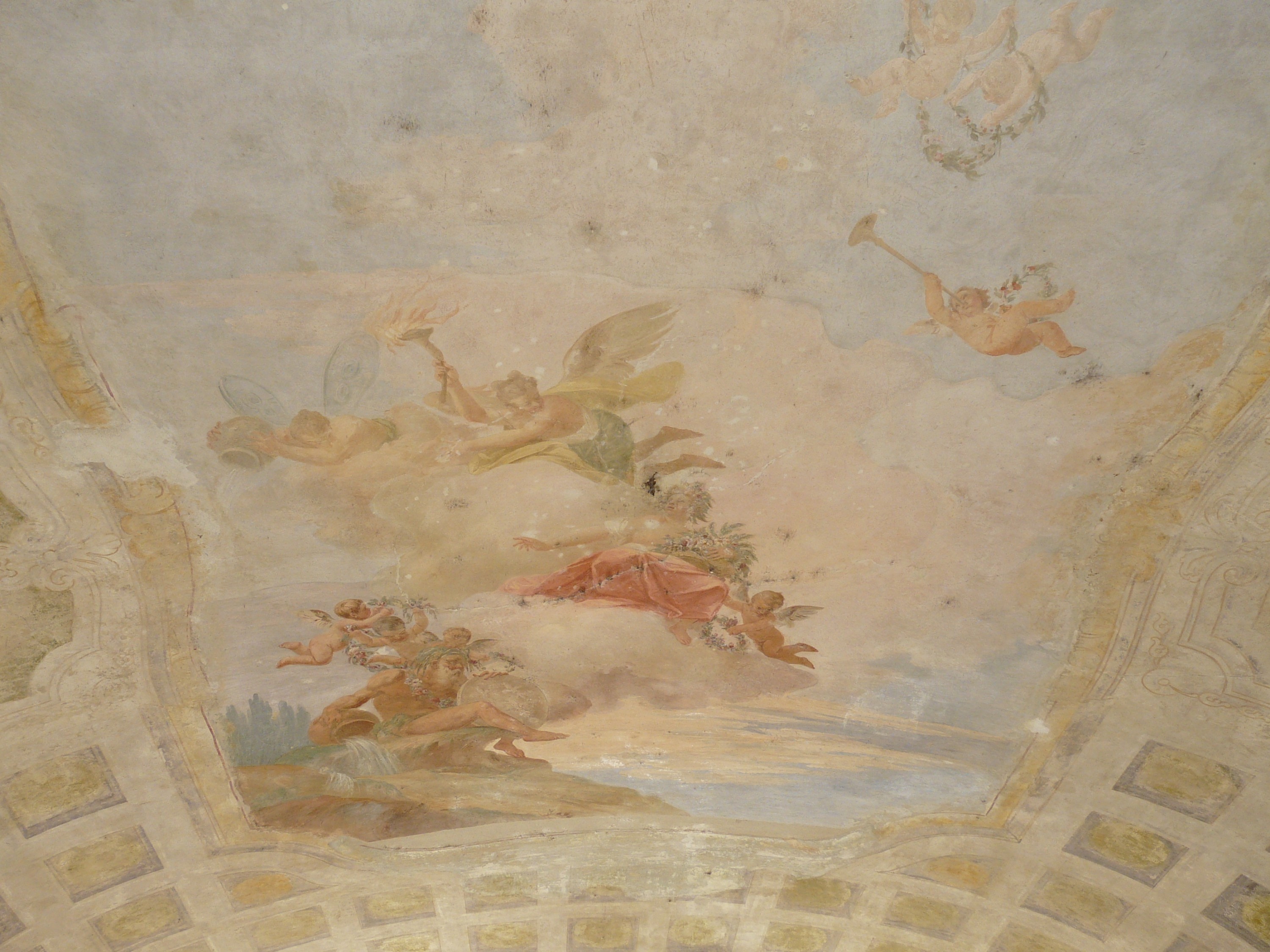
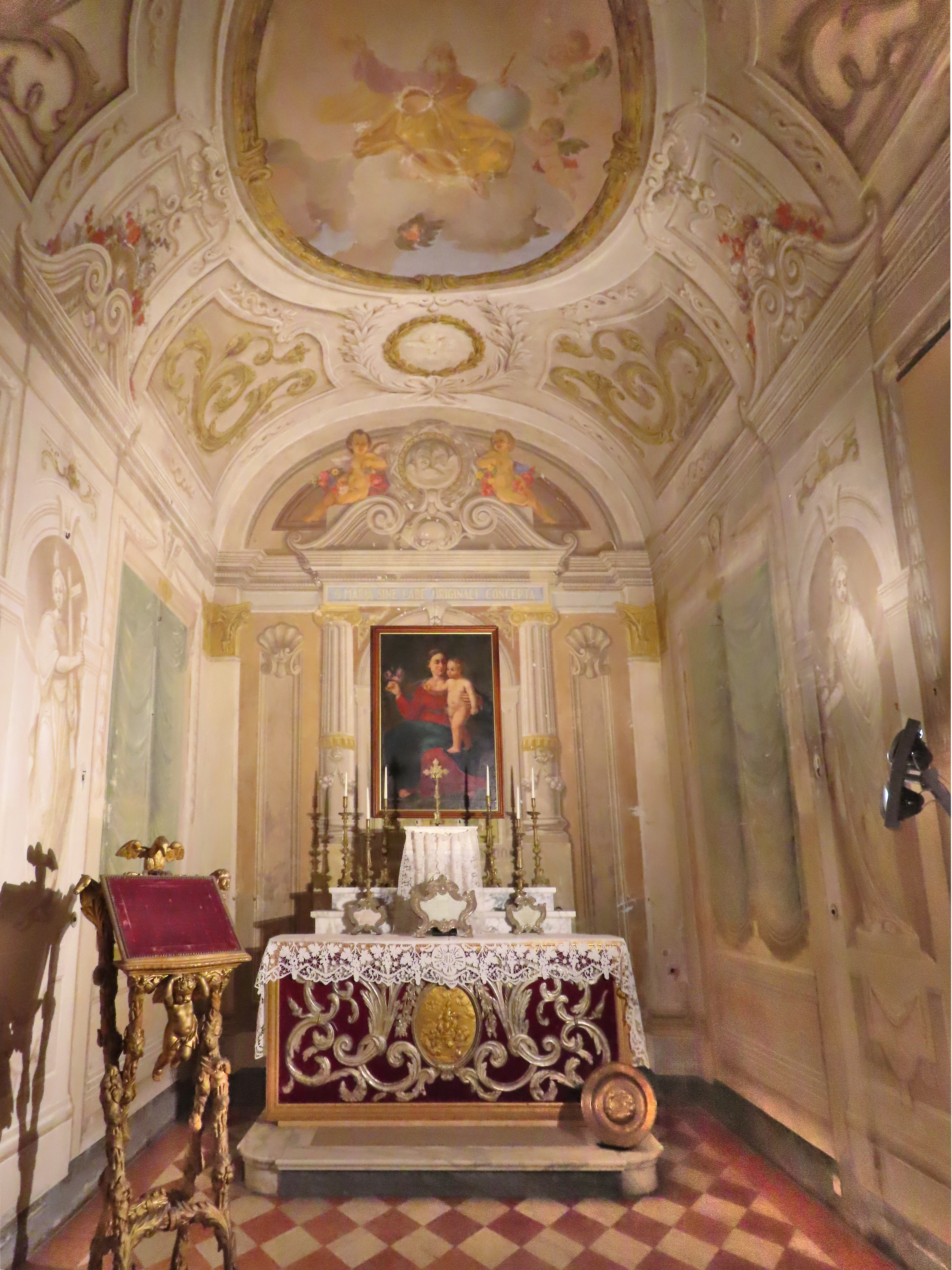
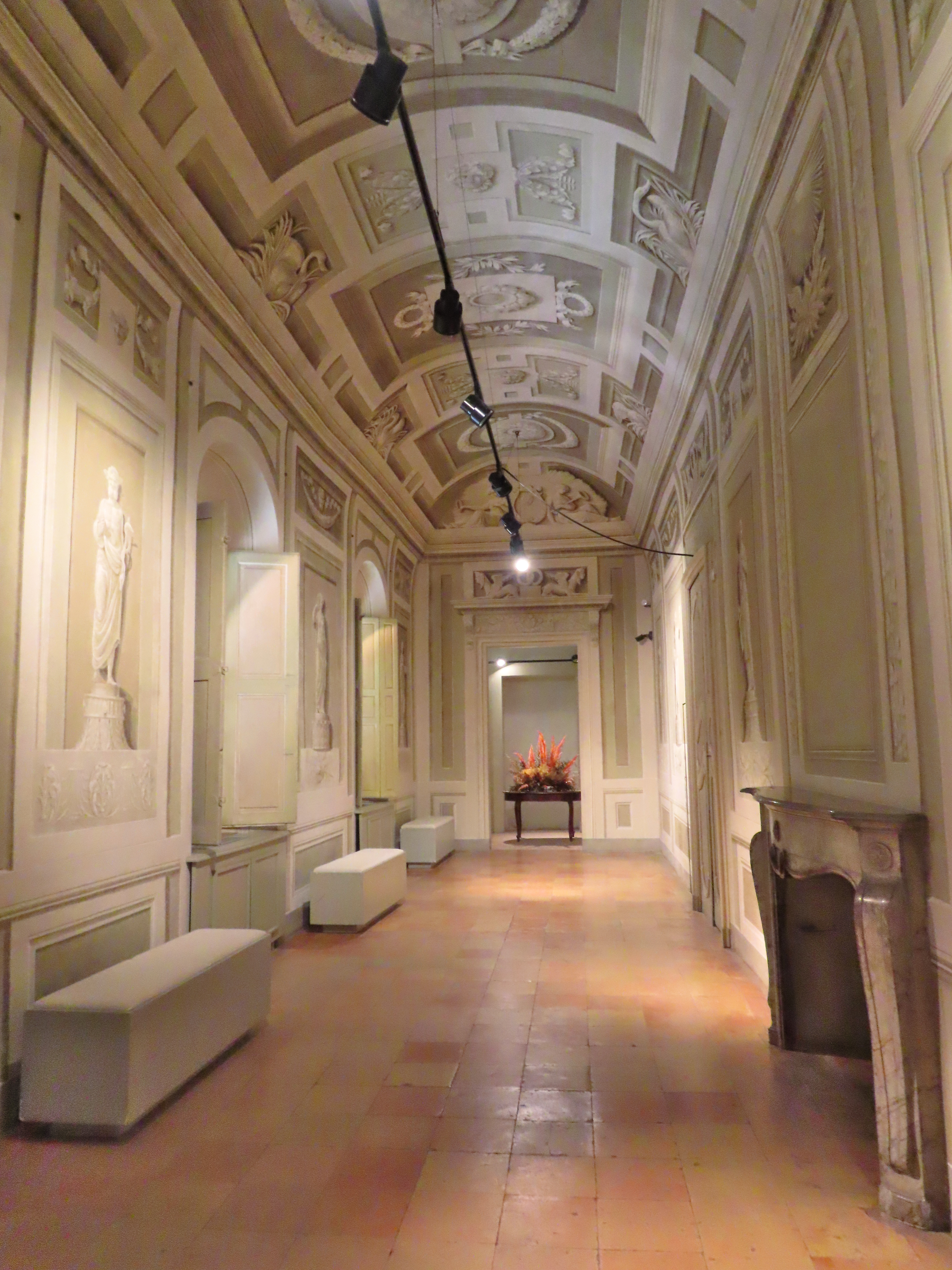
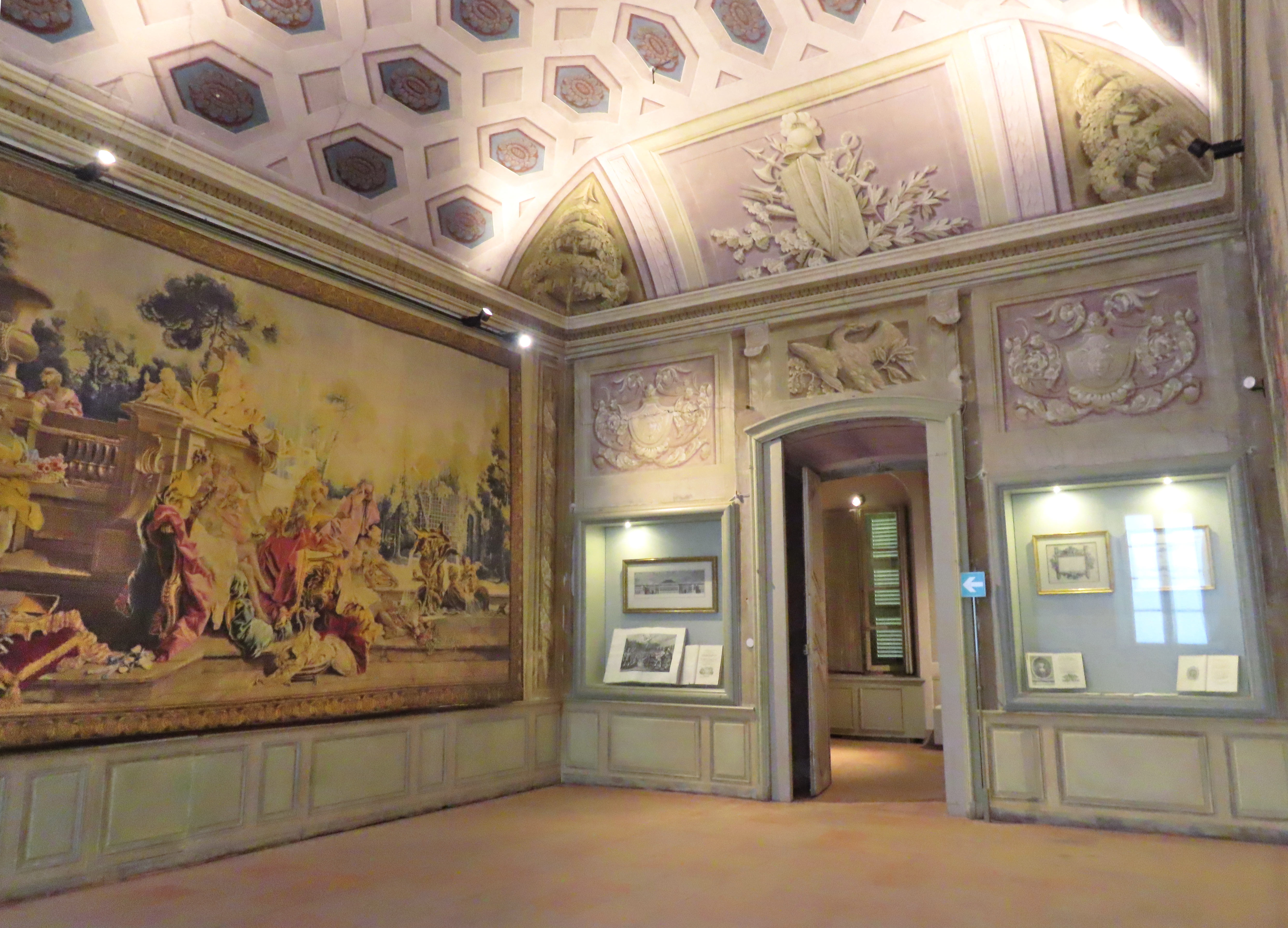
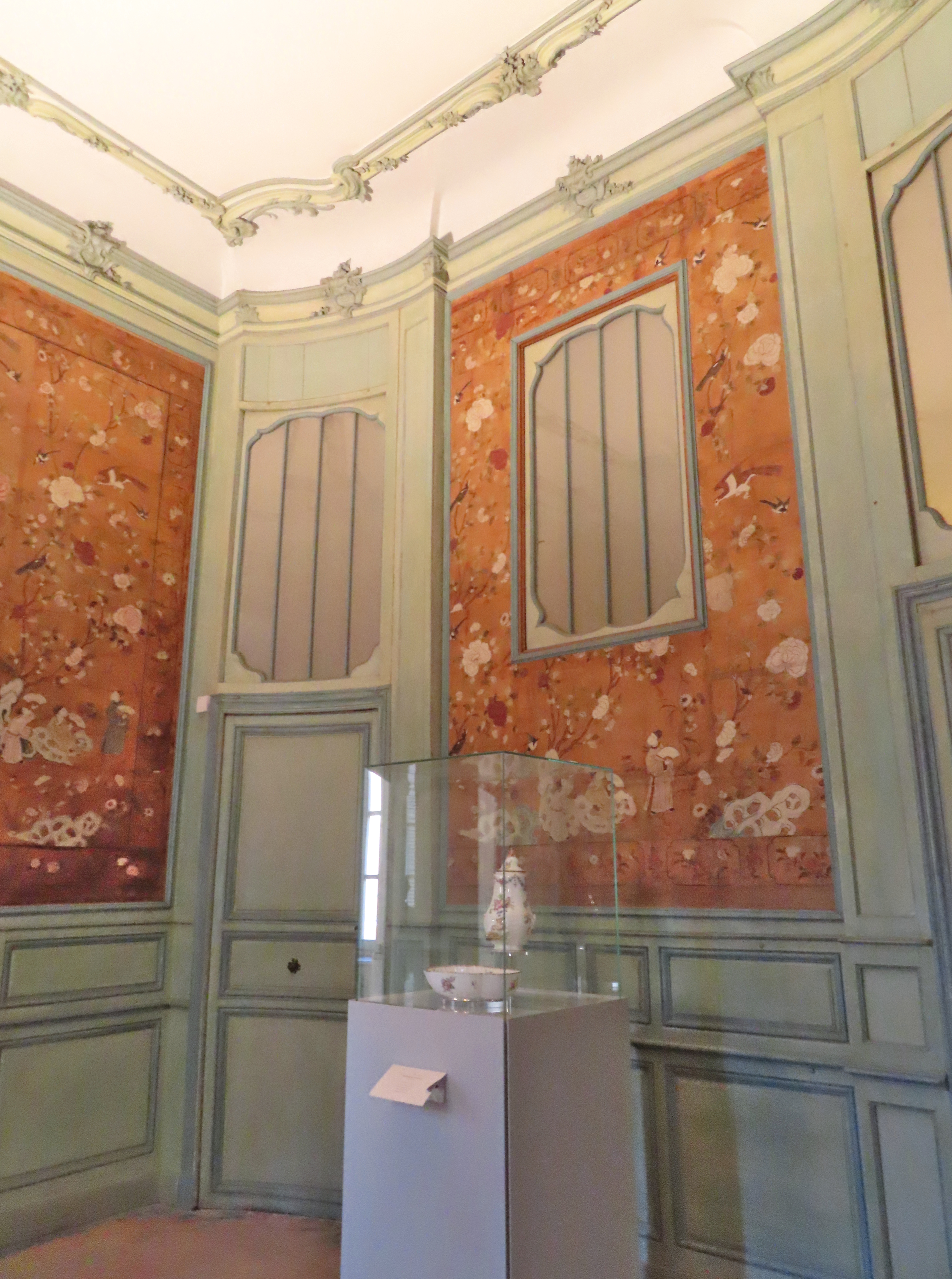
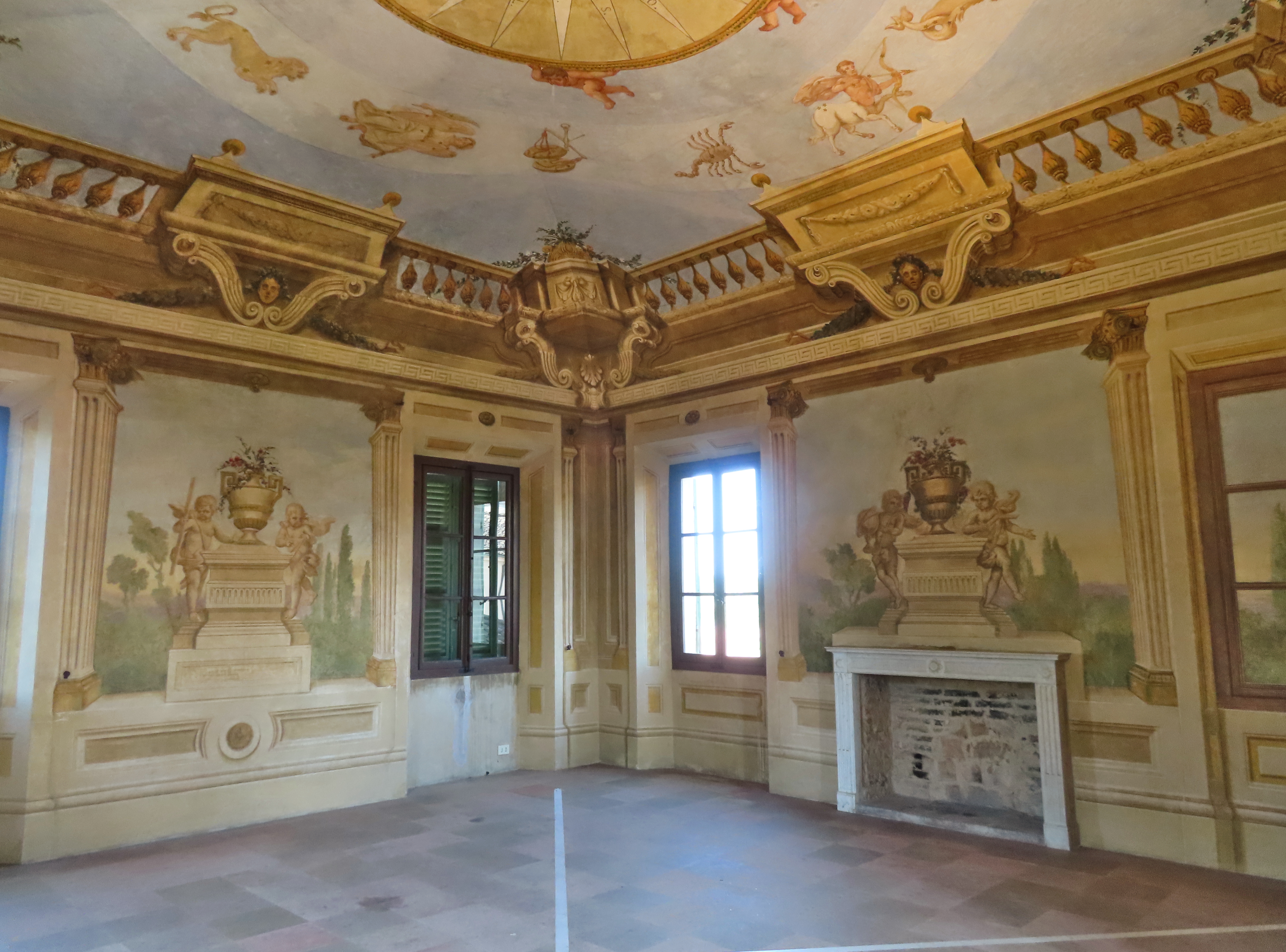
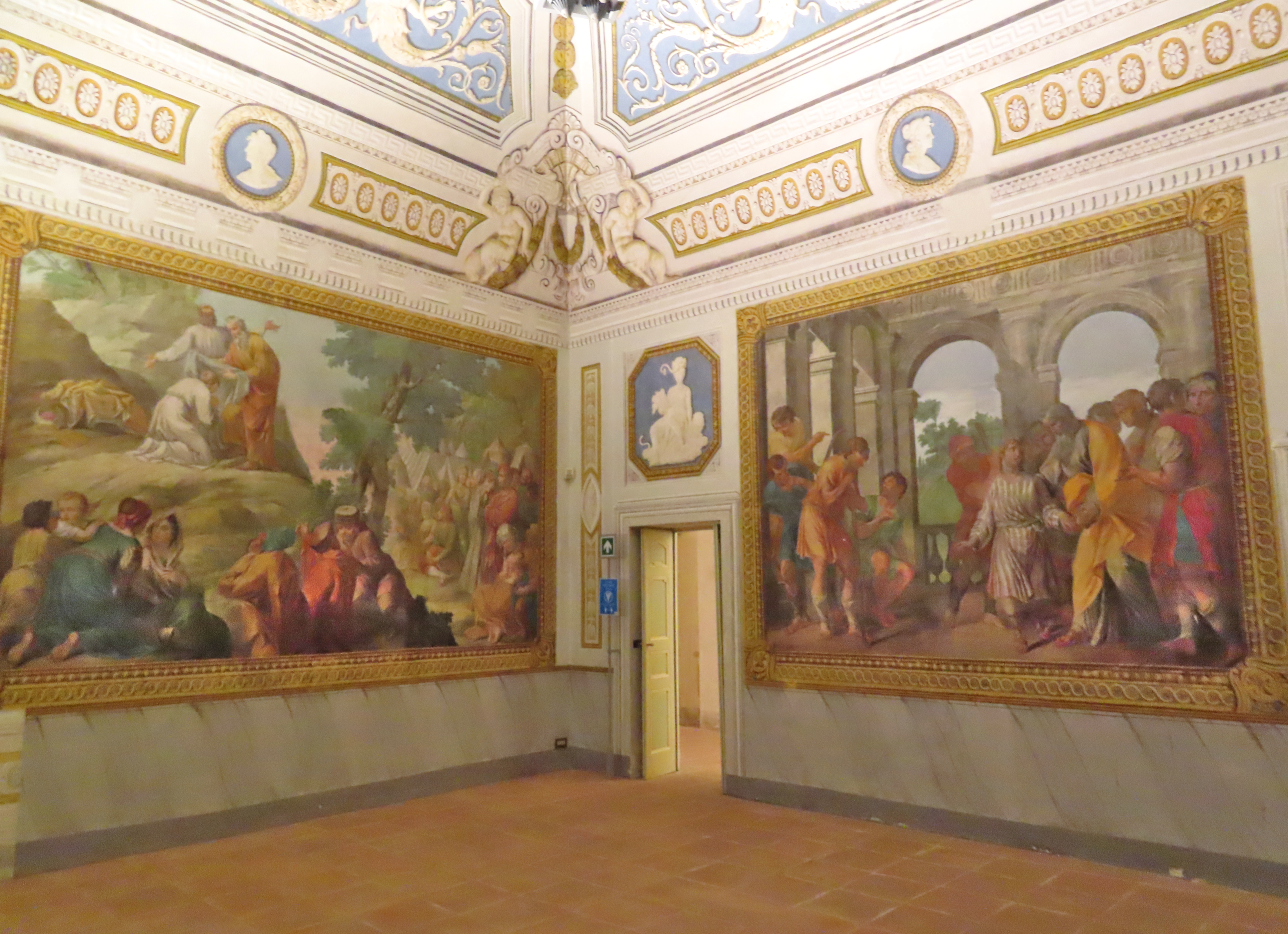
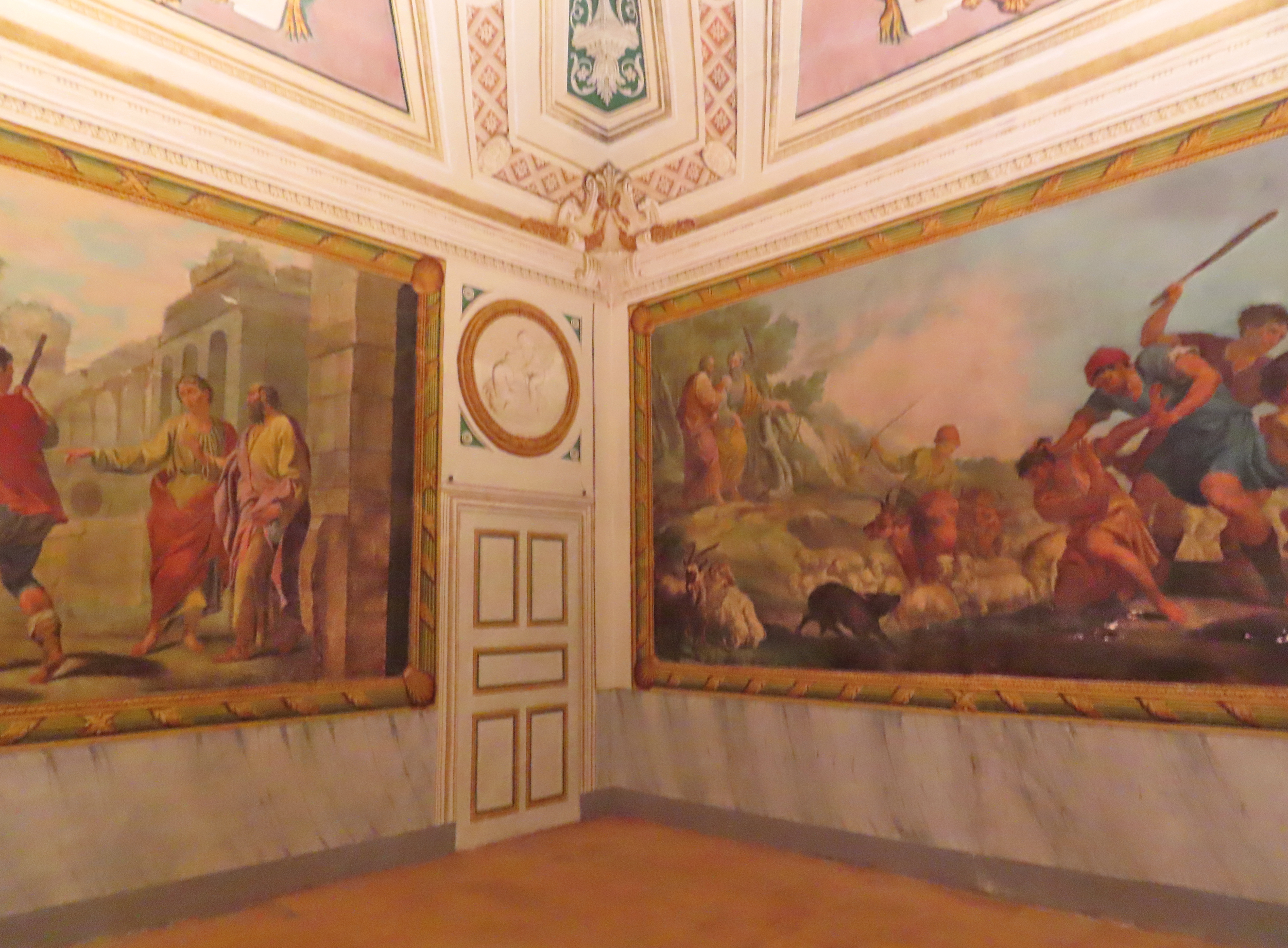

## I giardini

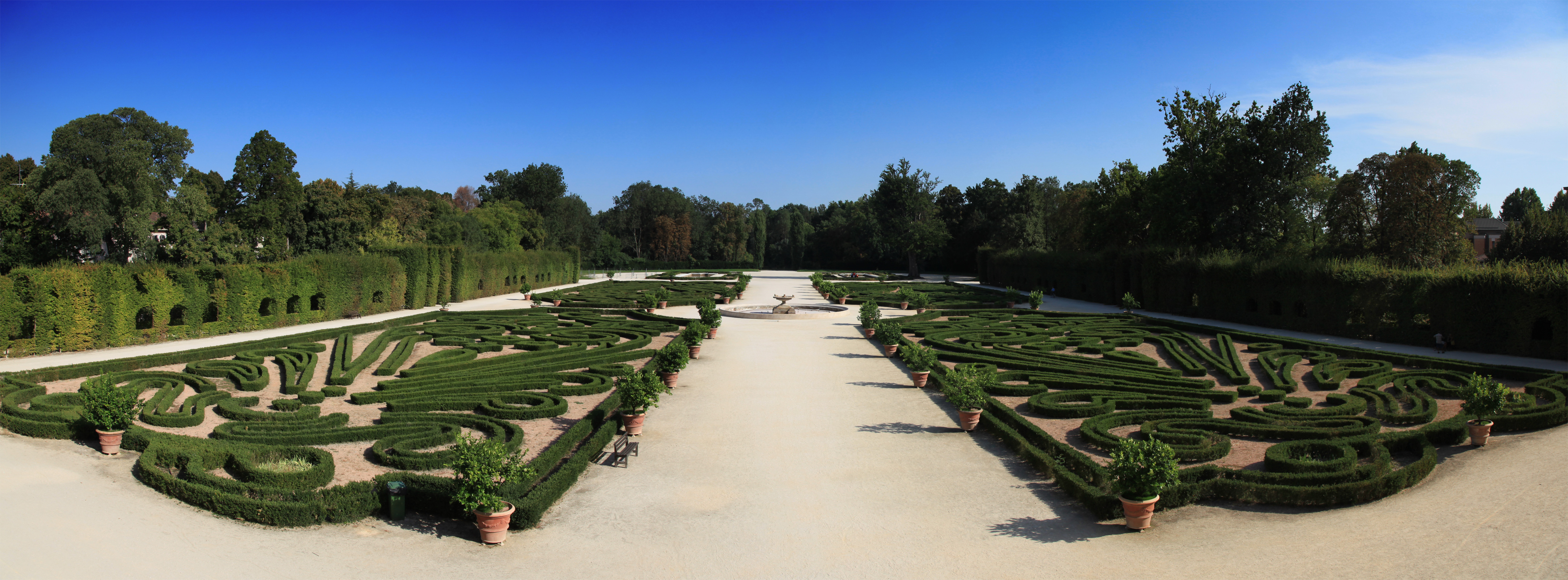
I giardini

Il primo impianto dei giardini risale al 1480 ad opera di Roberto Sanseverino. All'epoca di Francesco Farnese risale la realizzazione, su progetto di Ferdinando Galli Bibiena, del "Grande Parco", un misto fra giardino all'italiana e giardino alla francese profondo oltre quattro chilometri. Tra i vanti del giardino meritava molta attenzione la Grotta Incantata dotata di automi che si muovevano e rappresentavano scene di divinità mitologiche.
La ristrutturazione di Petitot adeguò il parco ai dettami della moda francese mentre Maria Luigia d'Austria lo trasformò nel 1816 in un giardino all'inglese.
Nell'epoca post-unitaria il parco ebbe un periodo di progressivo degrado e subì dei danni durante la seconda guerra mondiale. La fontana di Proserpina, dopo essere stata acquistata dalla famiglia dei Rothschild, si trova attualmente in Inghilterra nel parco di Waddesdon Manor, mentre la fontana del Trianon si trova al centro dell'isoletta del Parco Ducale di Parma, seppur mancante di molte delle statue che aveva originariamente. Altre statue provenienti dal Palazzo Ducale si trovano attualmente nel giardino del castello di Montechiarugolo.
Recentemente l'amministrazione provinciale di Parma ha provveduto alla ricostruzione storica del parco recuperando il fasto dell'architettura del periodo farnesiano ripristinando il parterre centrale, i giochi d'acqua e i berceaux laterali. È stato inoltre ricreato il laghetto.

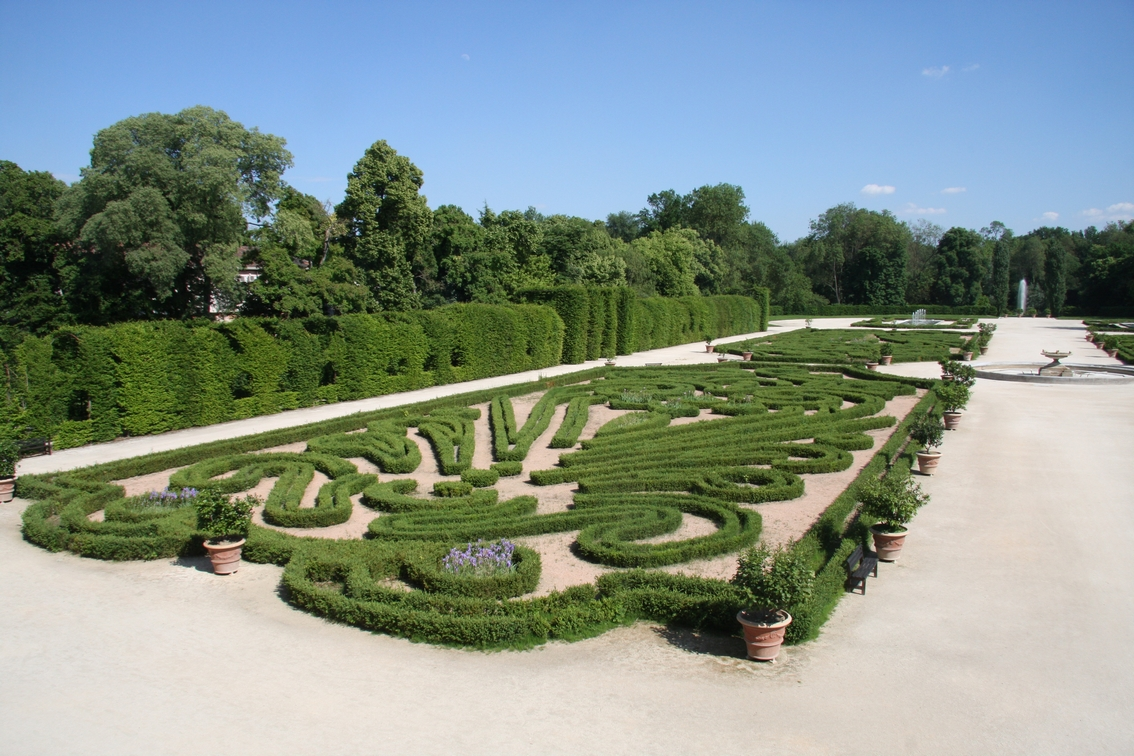
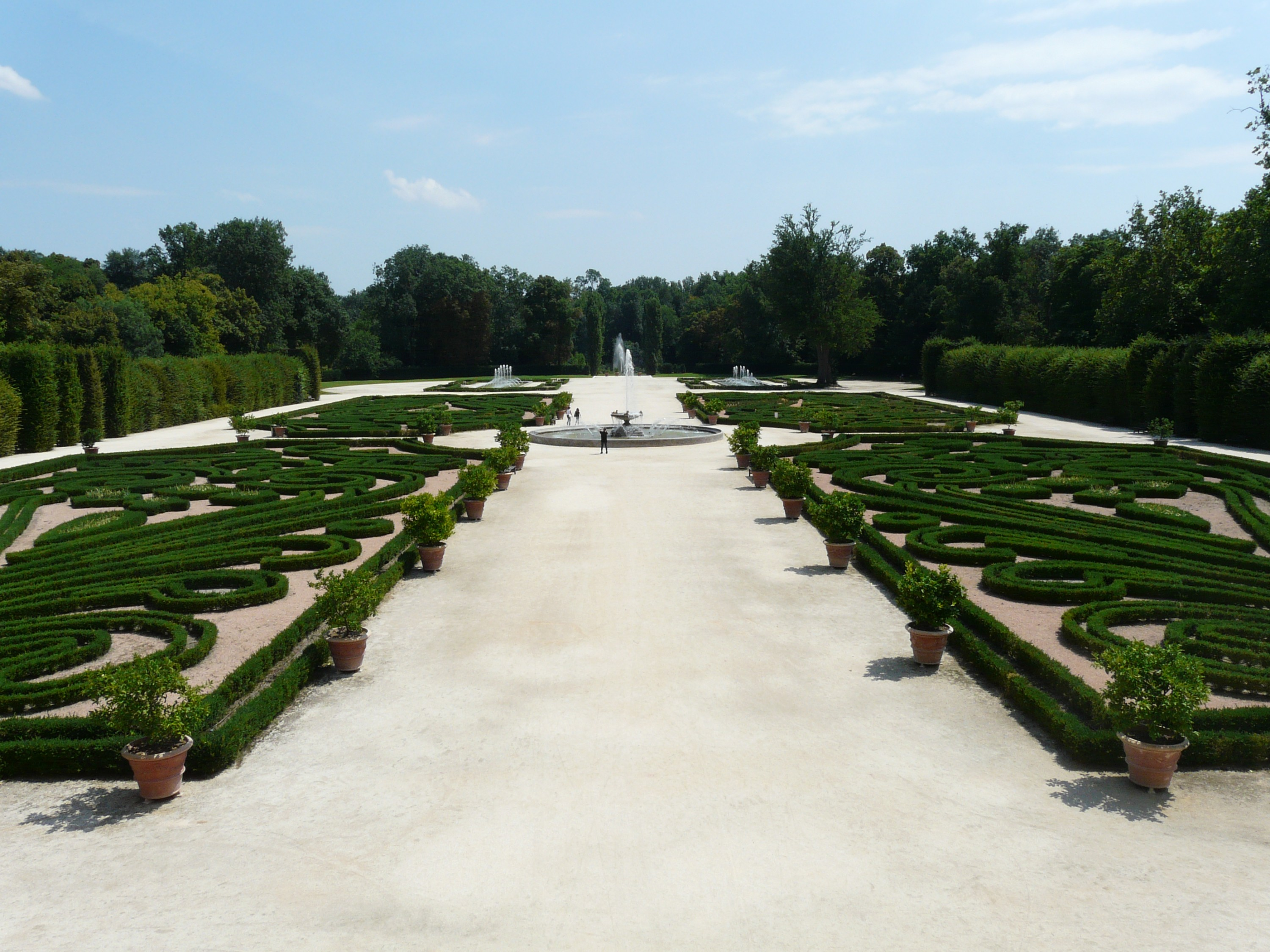
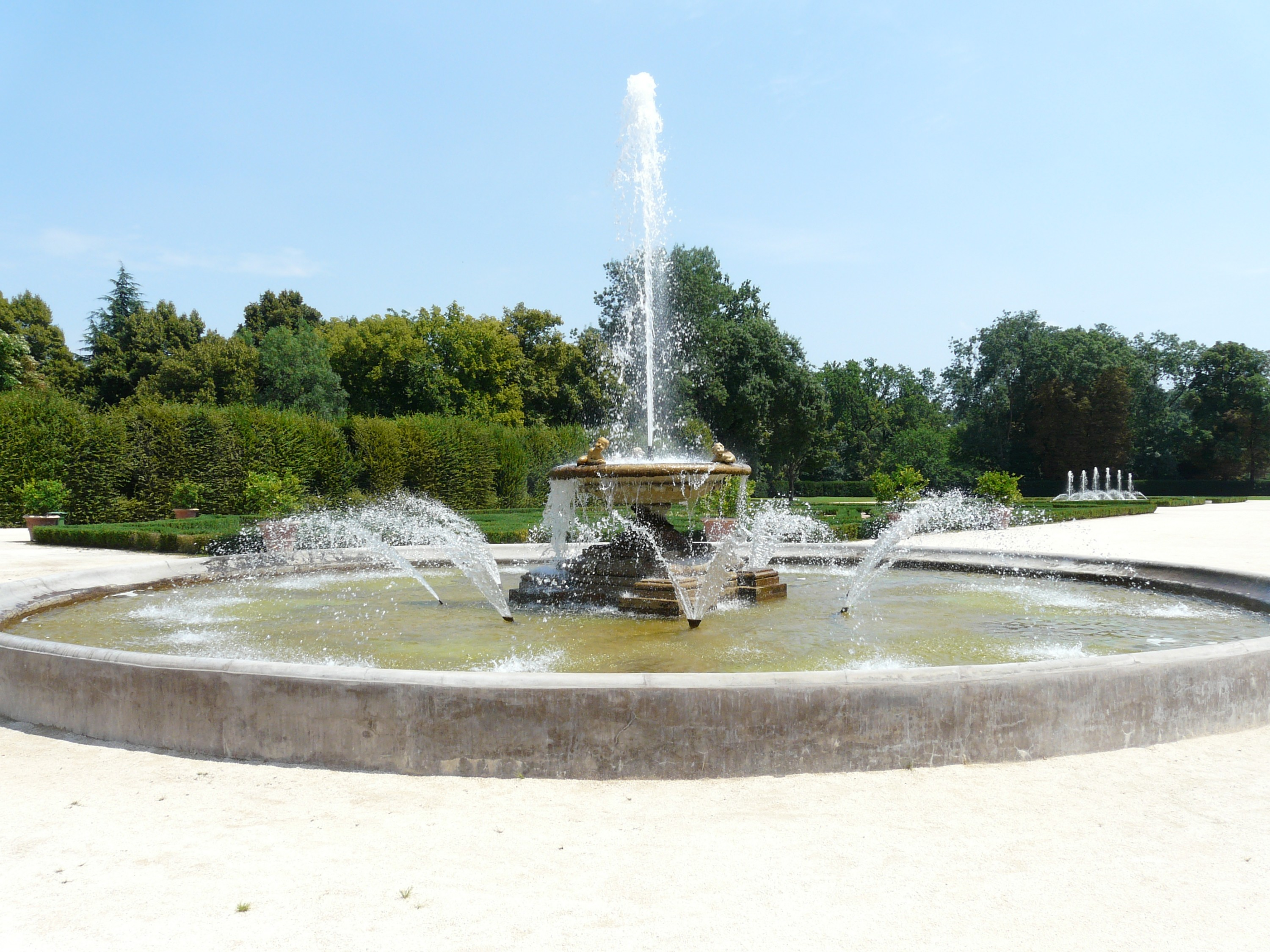
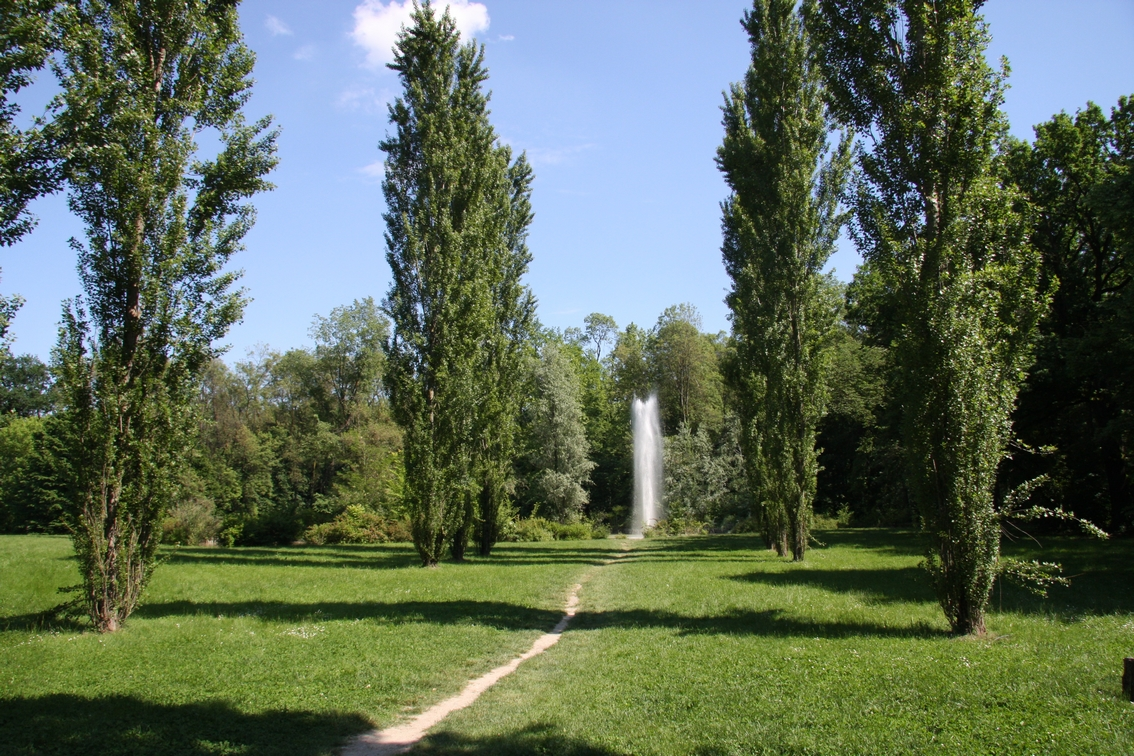
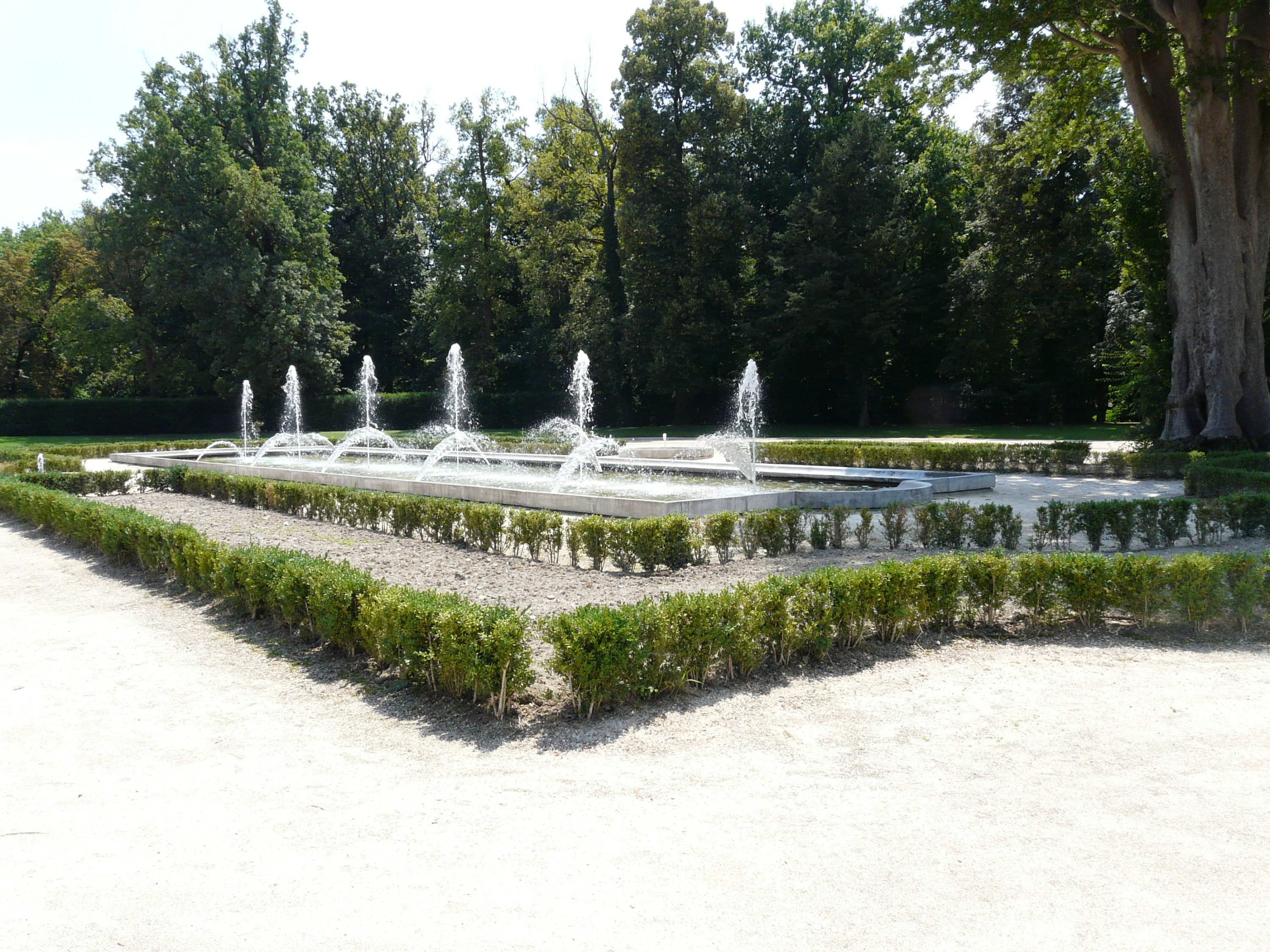
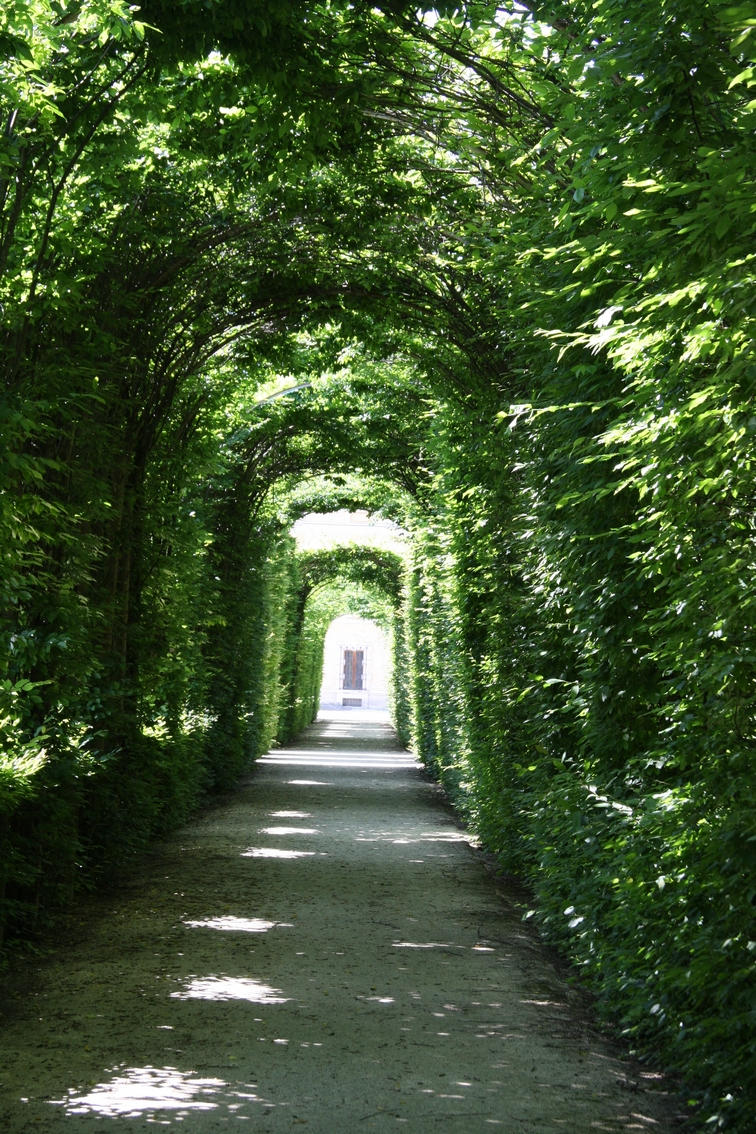
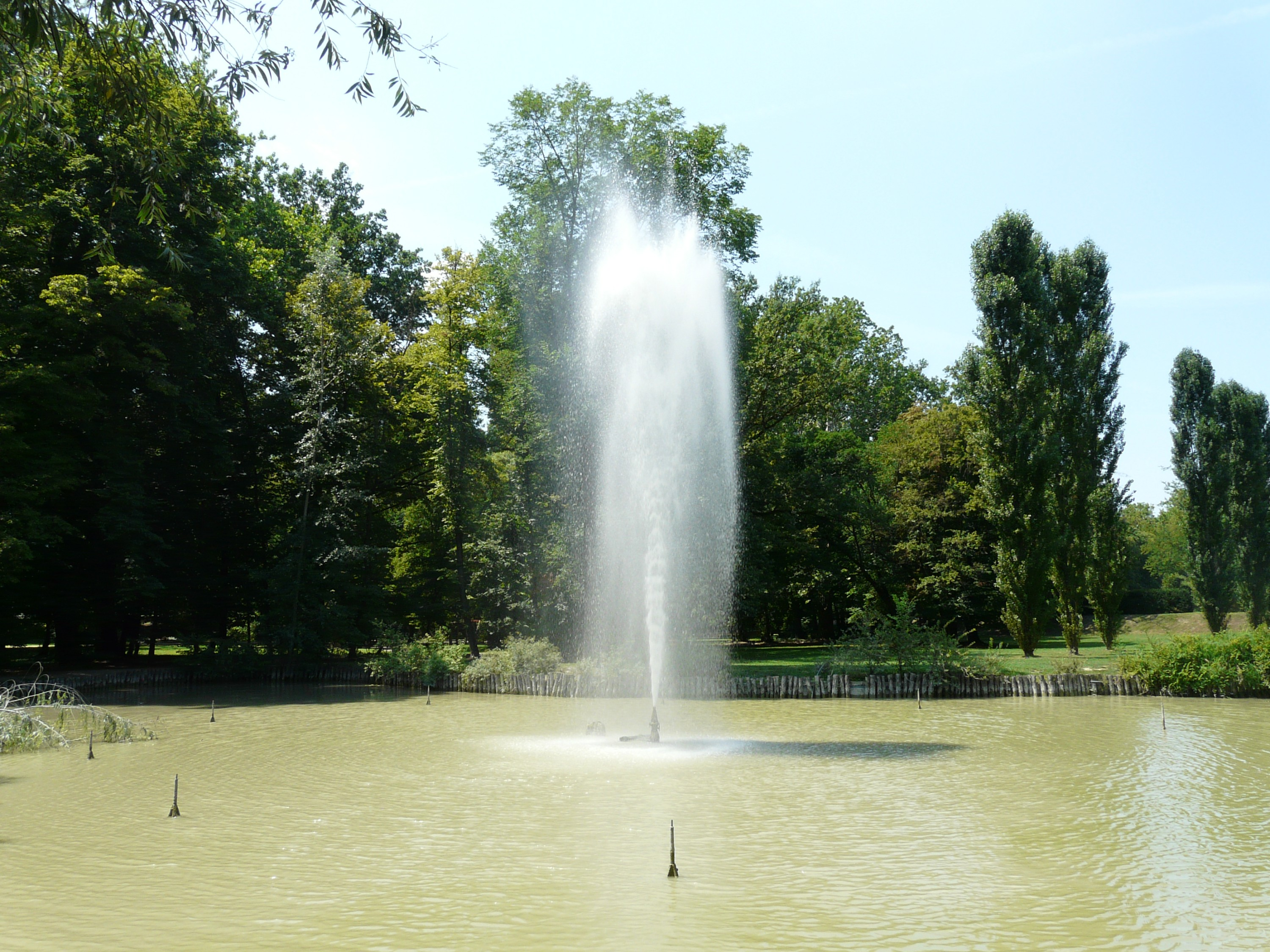